# 軍服 (ドイツ国防軍海軍)

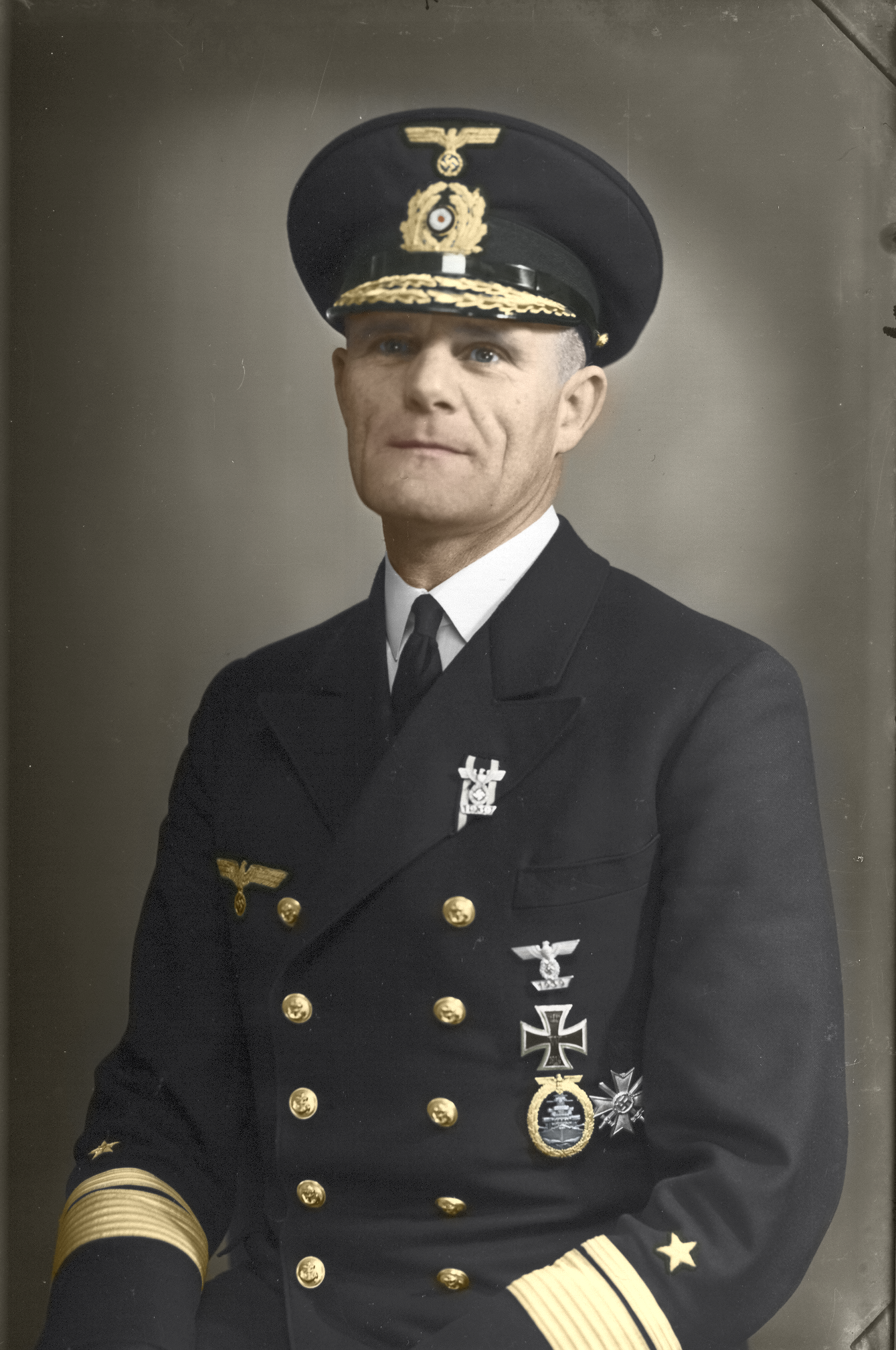
海軍少将ハインリヒ・ルーフス

本稿ではドイツ海軍 (国防軍)の軍服について記述する。

## 概要
ドイツ海軍の歴史は1848年にプロイセン王フリードリヒ・ヴィルヘルム4世が創設したプロイセン海軍に遡るが、軍服については第二次世界大戦中のドイツ海軍まで大きな変化がなかった。鷲章などの徽章類を除けば、国防軍の海軍に特有の物は限られている。また他のヨーロッパ海軍のスタイルと多くの共通点があるが、それはこれらの海軍がすべて19世紀のイギリス海軍の影響を受けているためである。ドイツ海軍の軍人は将校（Offiziere）と上級下士官（Unteroffiziere mit Portepee）と下級下士官（Unteroffiziere ohne Portepee）と兵（Mannschaften）に分かれており、軍服もそれに対応している。

## 将校の軍服

### 将校の勤務服
ドイツ海軍の規定では将校の勤務服（Dienstanzug）には正式（Grosser）と略式（Kleiner）がある。略式はダブルブレスト（5個のボタン二列）の開襟型のネイビーブルー（濃紺）のジャケットとズボンである。ジャケットの右胸には国家鷲章、左胸には胸ポケットがあり、両腰にもポケットが2つある。両袖には階級を示す金線が入り、またその上に兵科識別章（Laufbahnabzeichen）が付く。略式でも手袋や短剣を着用する場合もある。
通常勤務服であっても正式は礼服と同じフロックコートを着用する。正剣ベルト、短剣、勲章、グレーの手袋も付ける。シャツは略式も正式も立て襟だったが、後に折り襟式になった。正式の方は戦中にはほとんど着用されなかった。上級下士官は専用のジャケットに将校に準じたアクセサリーを付けた。

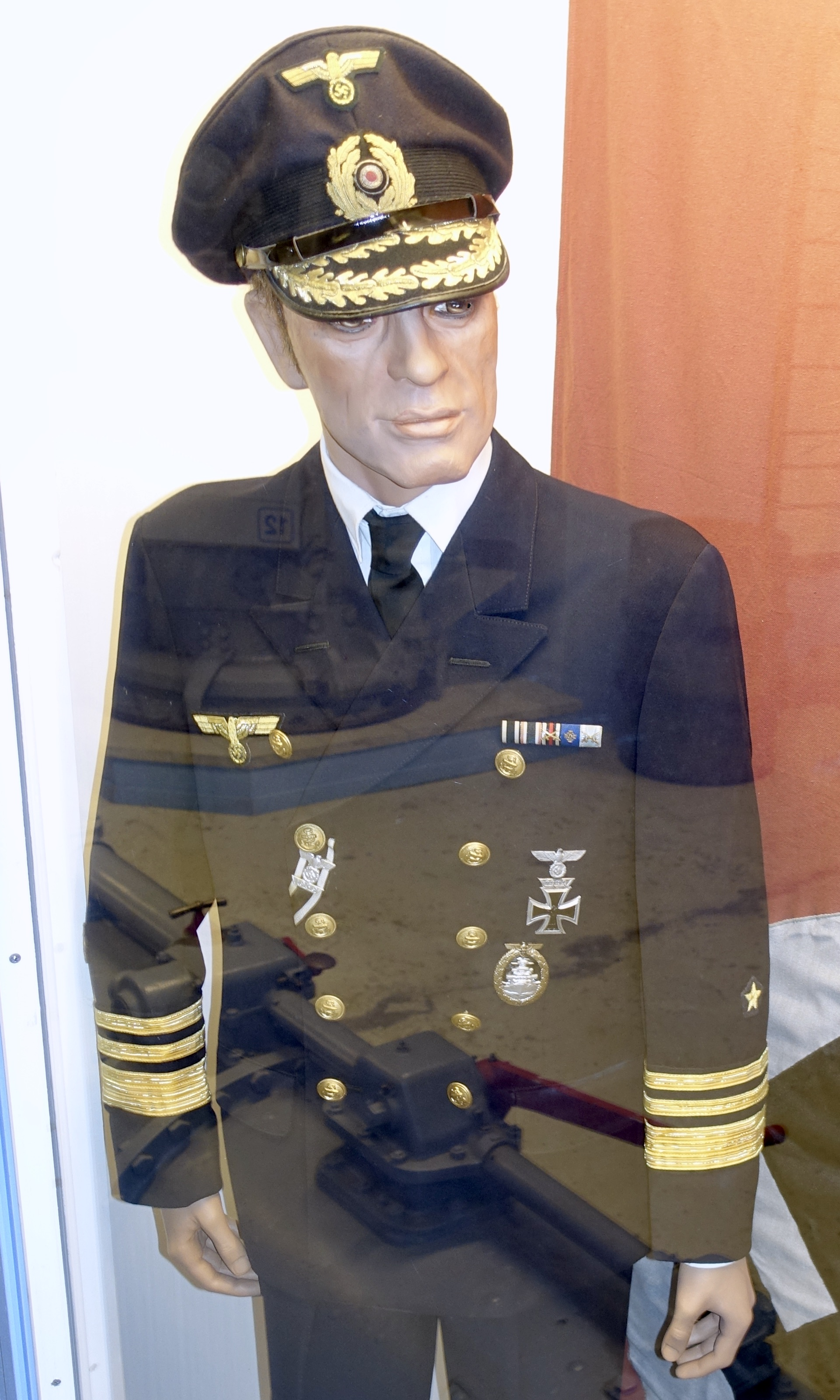
将校通常勤務服（略式）
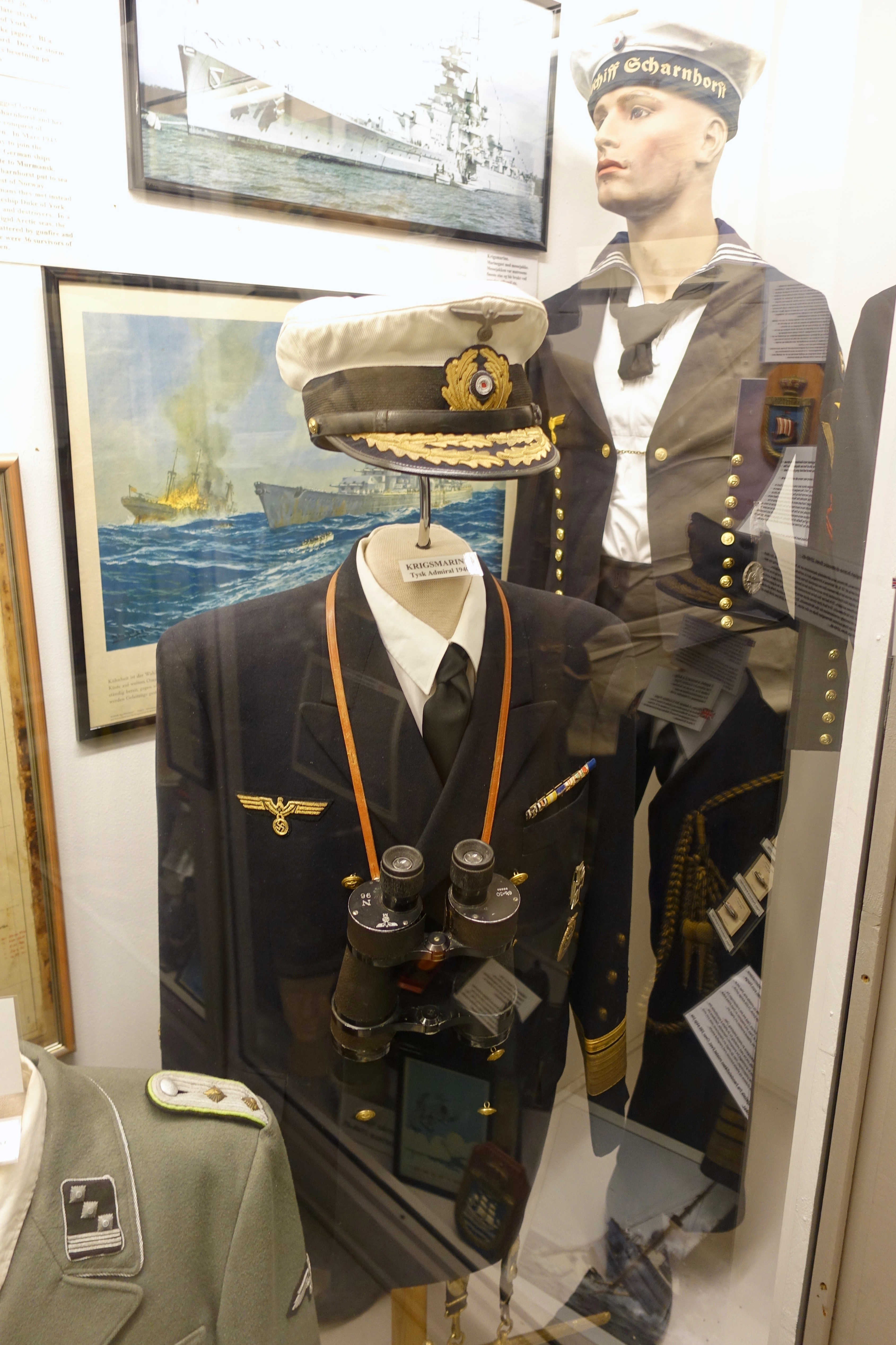
将校通常勤務服（略式）
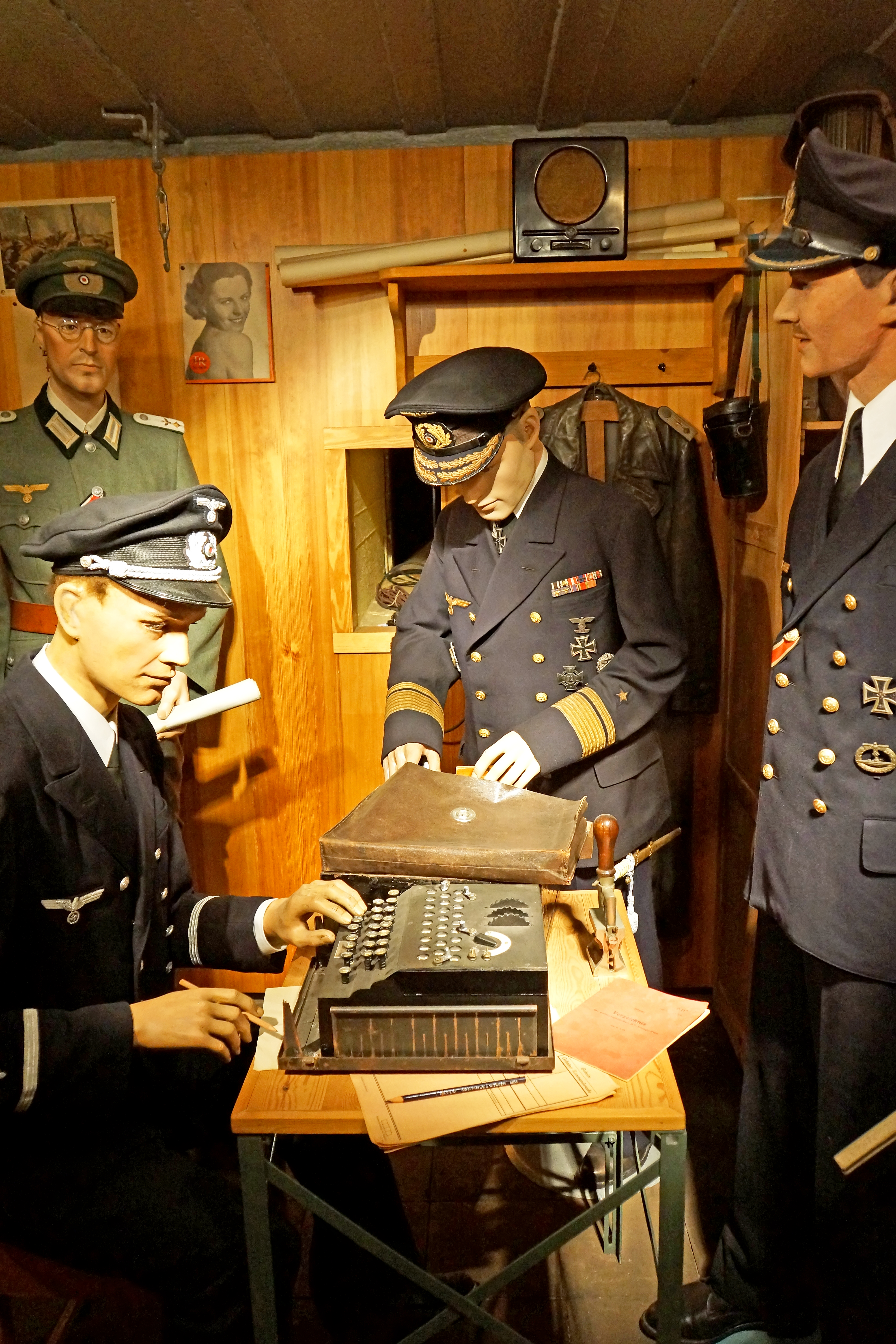
将校通常勤務服（略式）、左奥は後述の陸上勤務服
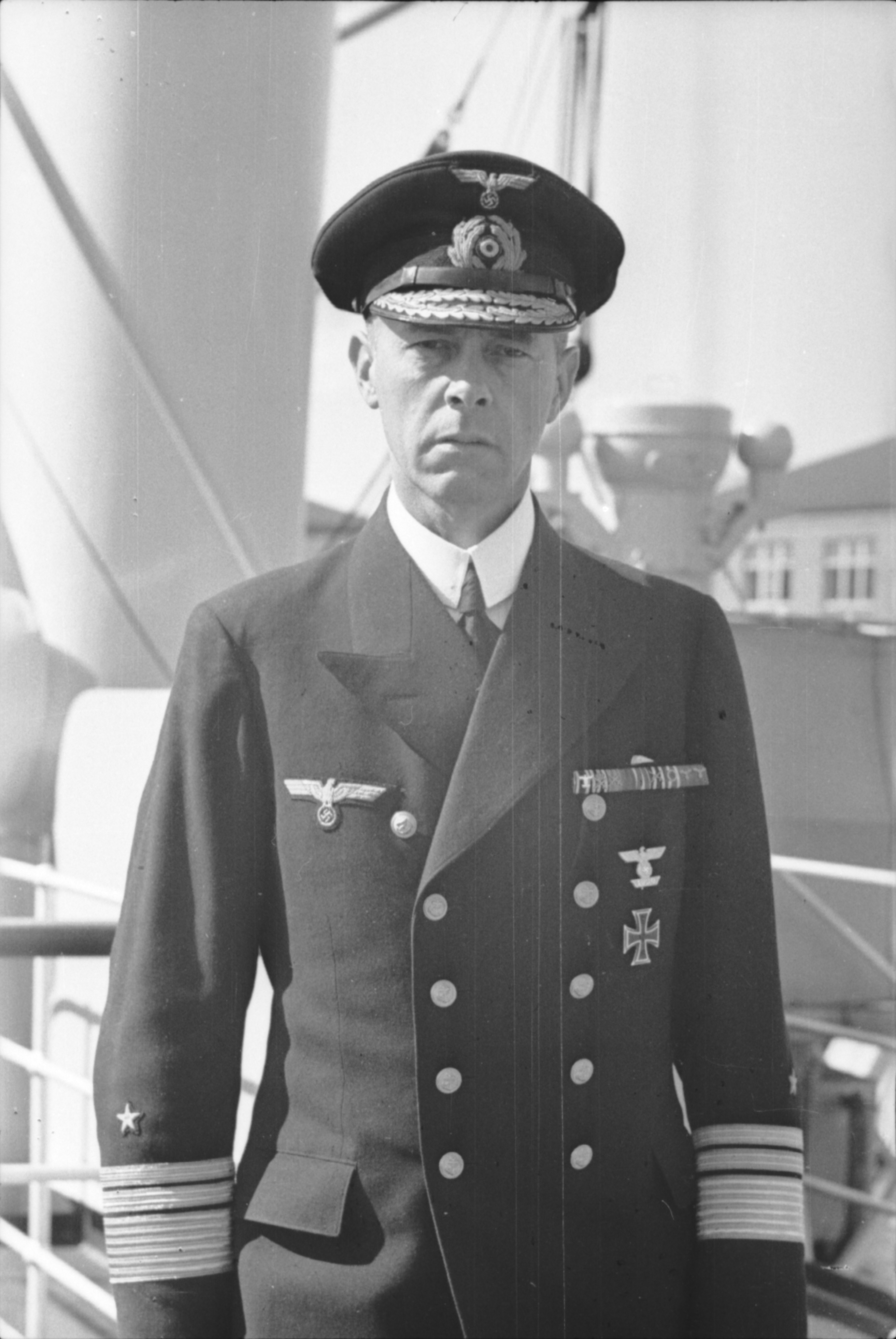
将校通常軍服（略式）のギュンター・リュッチェンス海軍大将
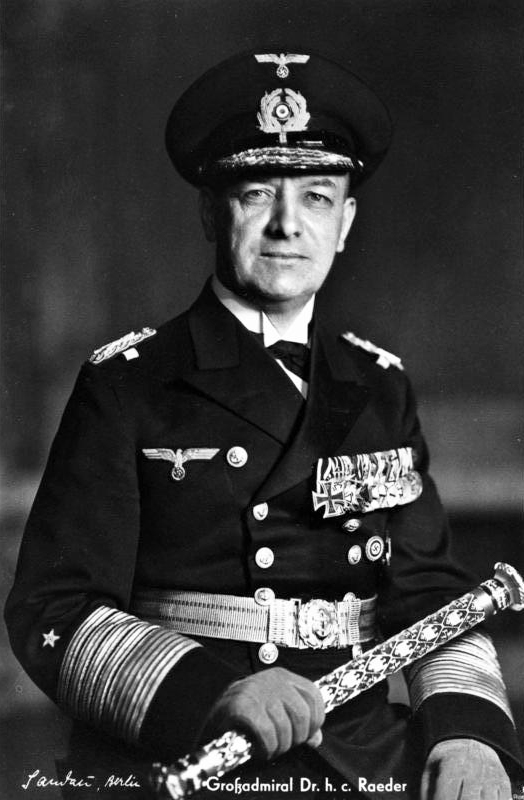
将校通常軍服（正式）のエーリッヒ・レーダー海軍元帥（ドイツ語版）

### 夏季用の将校勤務服
夏季には白い勤務服を使用する。これは胸ポケットが左右に二つ、腰にも左右に二つあり、いずれもプリーツが入っている。また袖章がなく、代わりに肩章を付ける。

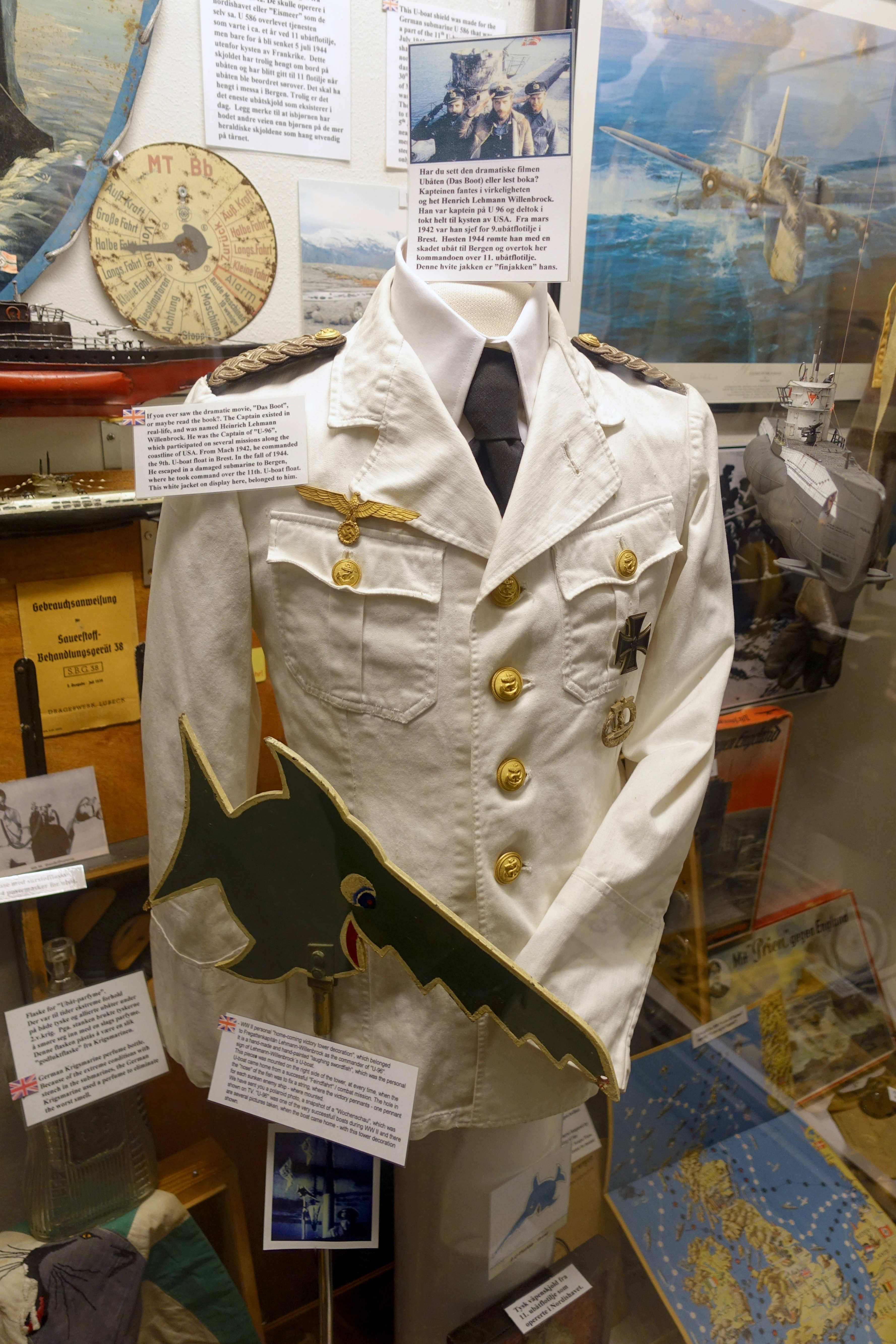
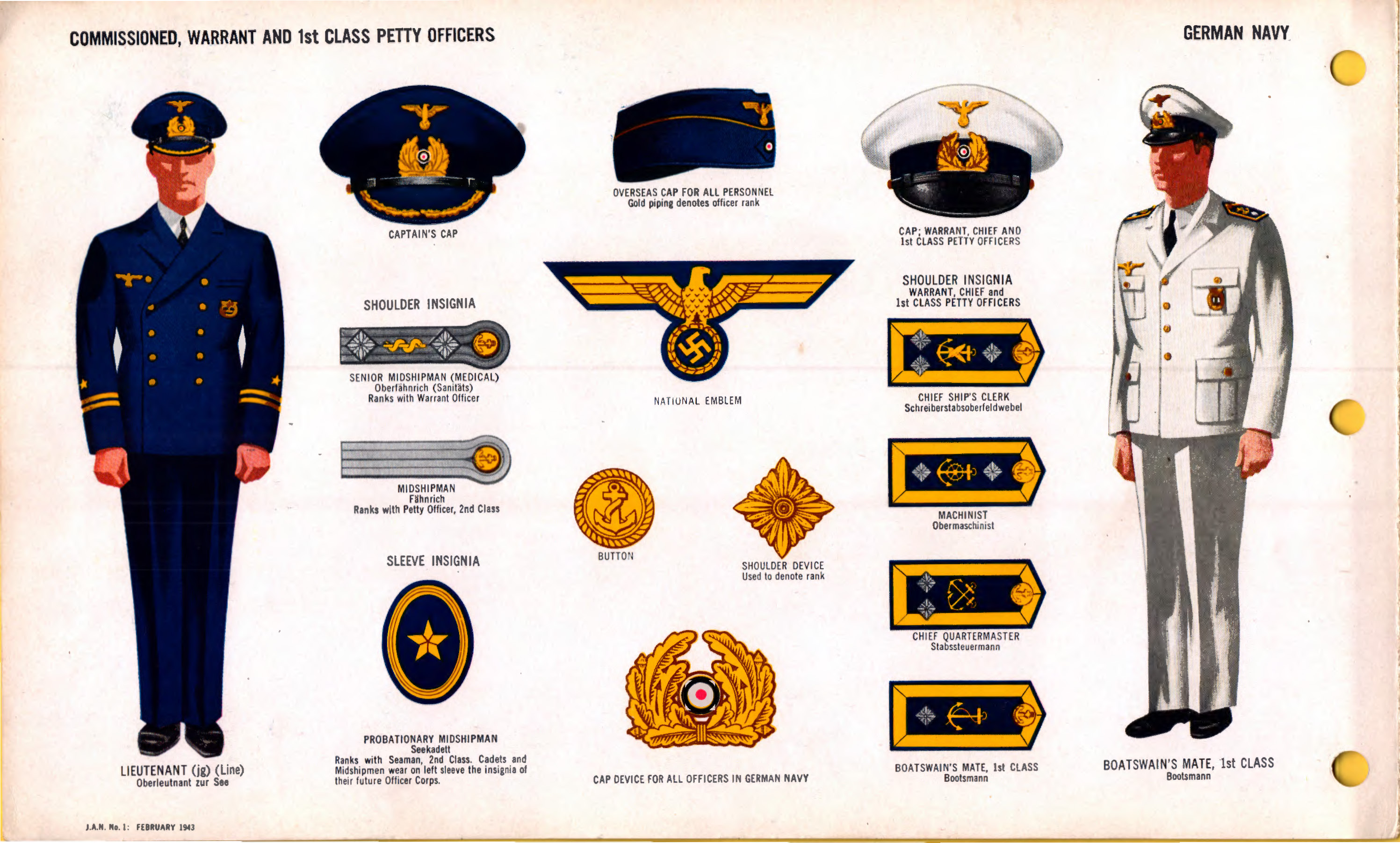
通常の勤務服と夏期用勤務服

### 将校の礼服
礼服（Grosse Uniform）は、将校のみに着用される。紺のフロックコートであり、それに正肩章、正帽、正剣ベルト、サーベル、白手袋、勲章を加える。コートの下は立襟シャツにネクタイを着用する。将官の場合は将官飾緒も付ける。また正帽も将官の物は前から後ろにかけて金色の飾り帯が付いている。礼服は ここ で見られる。礼服は戦中にはほとんど着用されなかった。

### 晩餐服
晩餐服（Messeanzug）は、将校の夜会用の服である。ウェストコートの上に丈の短いジャケットを着用する。ジャケットにはネイビーブルーと白があったが、下には白いシャツと黒のネクタイを着用する。ウェストコートとズボンの色はジャケットに合わせることとされていたが、ネイビーブルーのジャケットの場合にはウェストコートは白も認められる。晩餐服は ここ で見られる。

## 水兵の軍服

### セーラー服
兵と下級下士官の水兵の通常勤務服（Dienstanzug）は、海軍軍服として代表的なセーラー服（水兵服）である。この軍装には紺と白の二種類があり、白は熱帯用だった。ただし実際には両者を混用していることが多く、これは他国に見られない特徴だった。襟の部分は着脱式でその下にはネッカチーフ（Halstuch）を着用する。左腕には兵科識別章を付け、その下にはV字型の階級袖章を付ける。下級下士官の場合には錨に所属兵科章を組み合わせた物と階級袖章の有無で階級を示した。

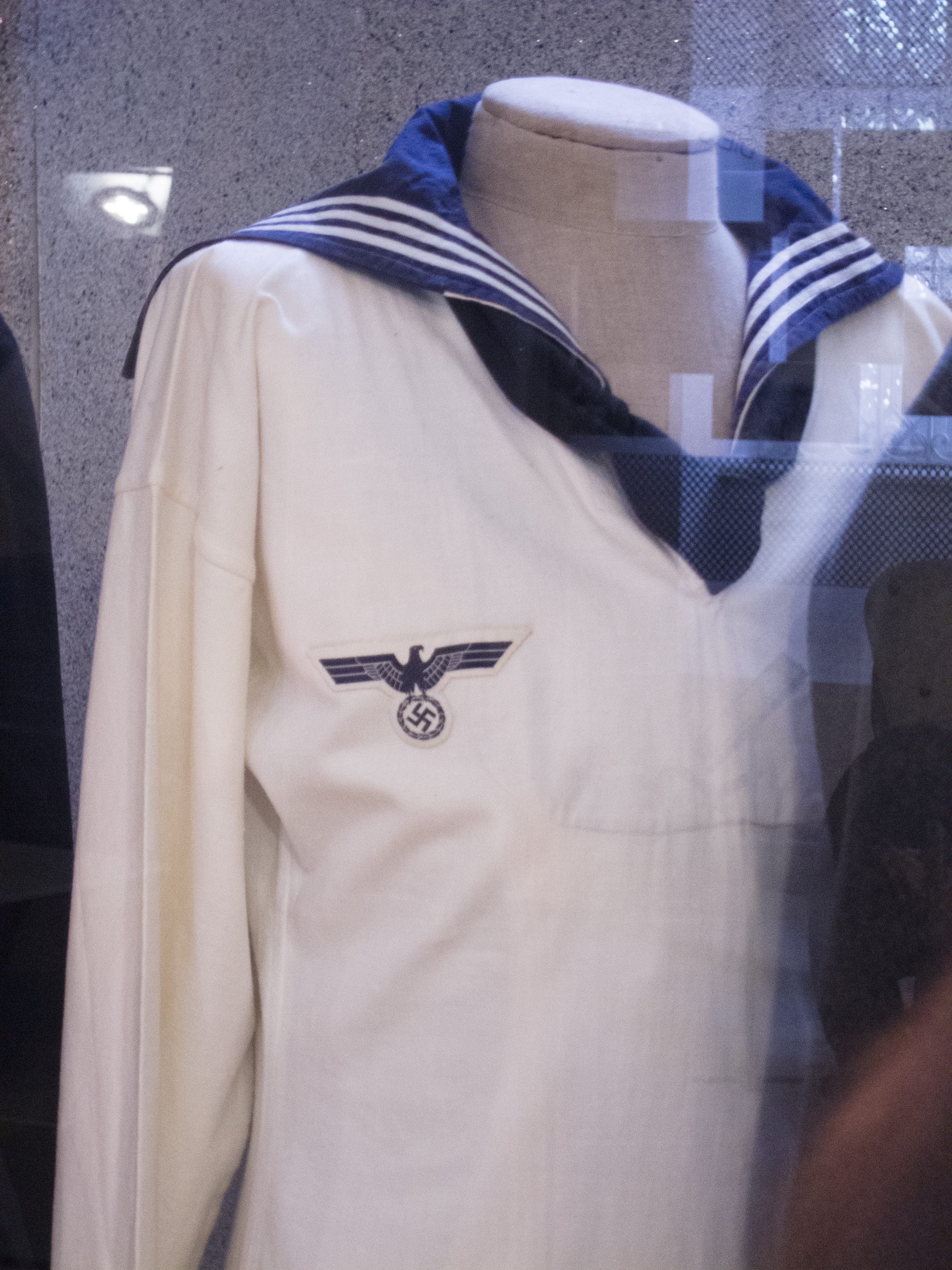
白のセーラー服
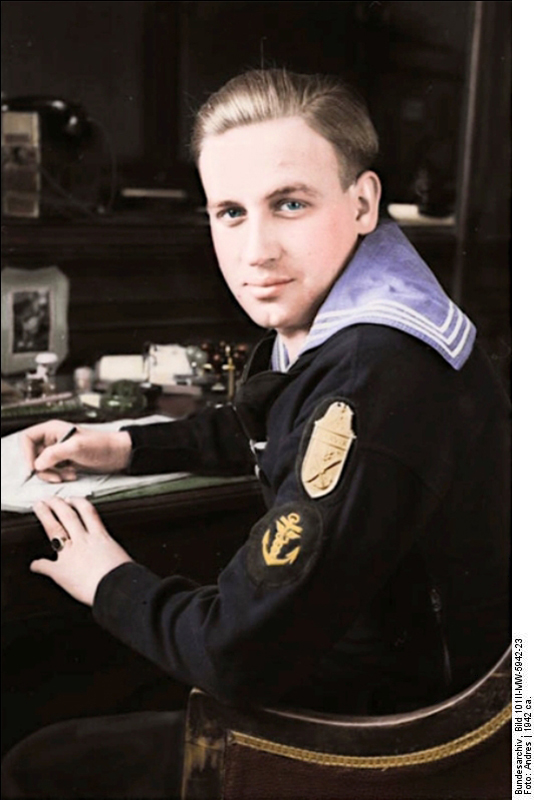
紺のセーラー服を着る水兵（1942年フランス）
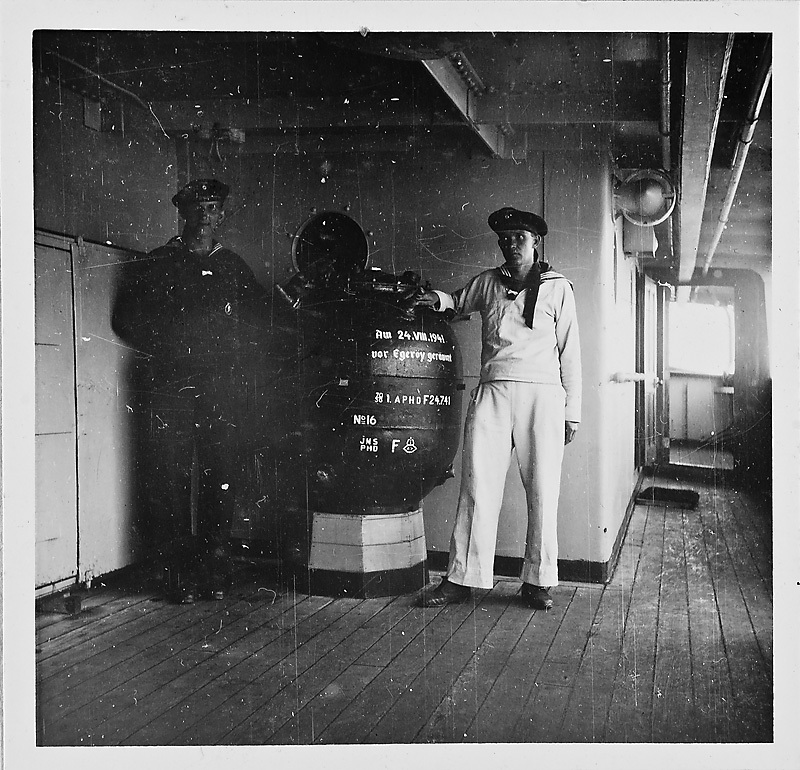
紺と白のセーラー服の水兵
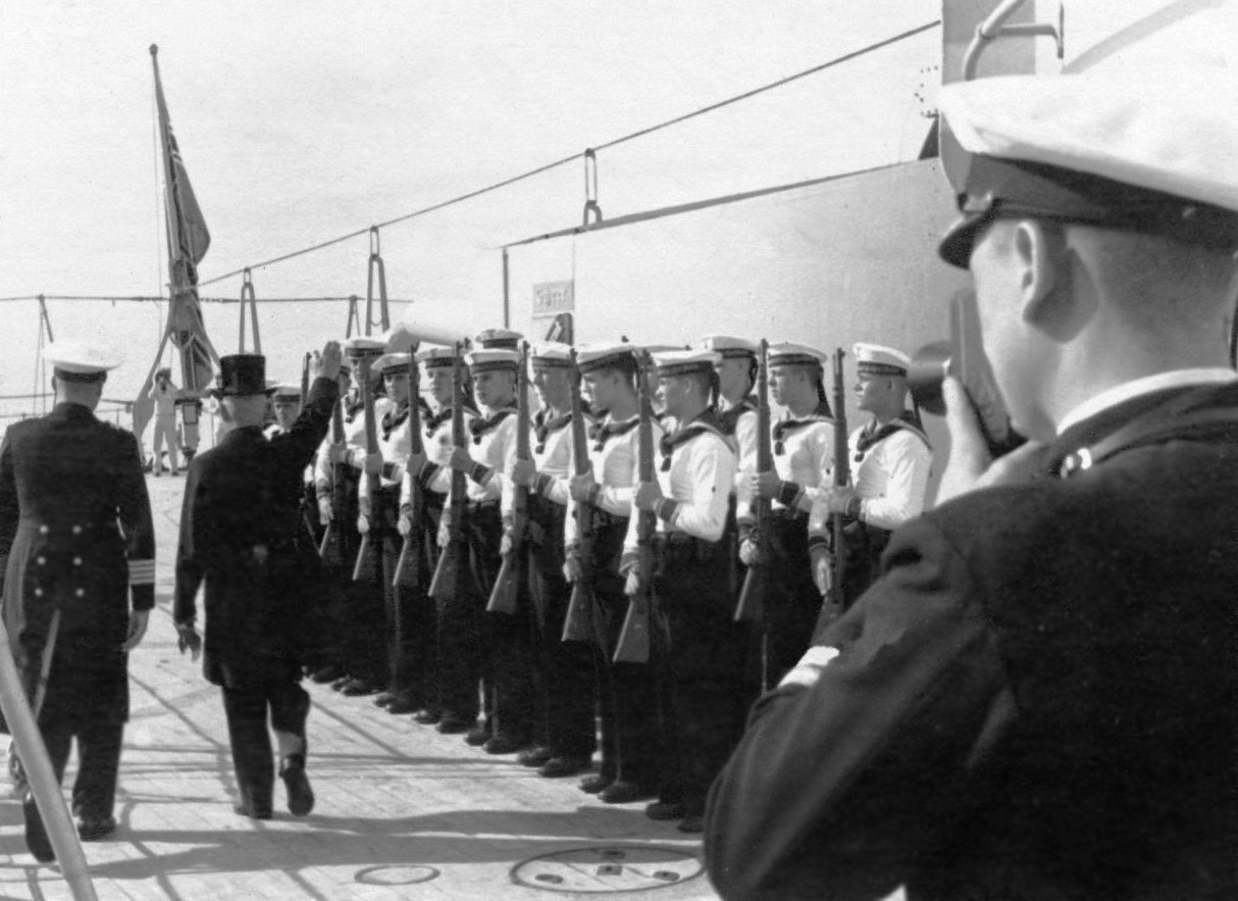
白いセーラー服の水兵
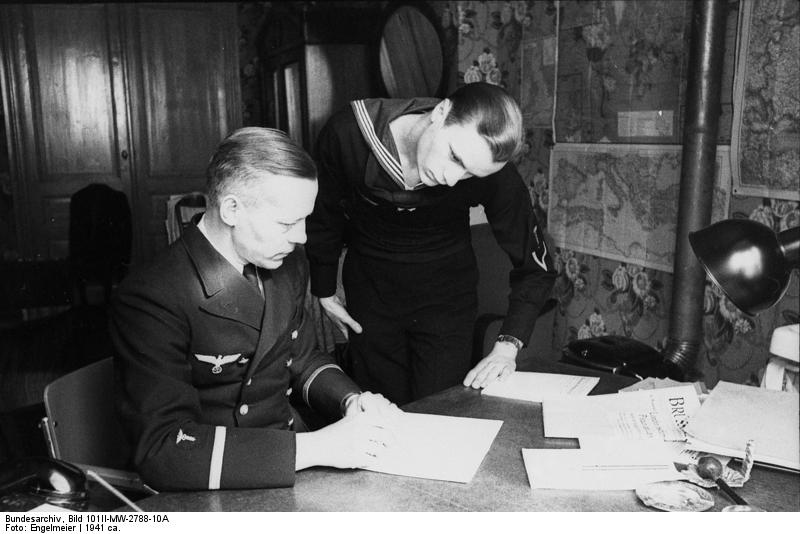
通常制服の将校と紺のセーラー服の水兵（1941年オランダ）

### ピー・ジャケット
ピー・ジャケット（Überzieher）は、外観はピー・コートに似るが、実際には薄手のウール製のジャケットである。水兵服の上から着用した。水兵服の襟は出さない。ダブルブレストの紺色のジャケットで、階級章は襟と左袖にあり、下級下士官の場合には襟の周囲に金色の縁取りがあった。水兵服と同じく左腕には兵科識別章とV字型の階級袖章を付けた。

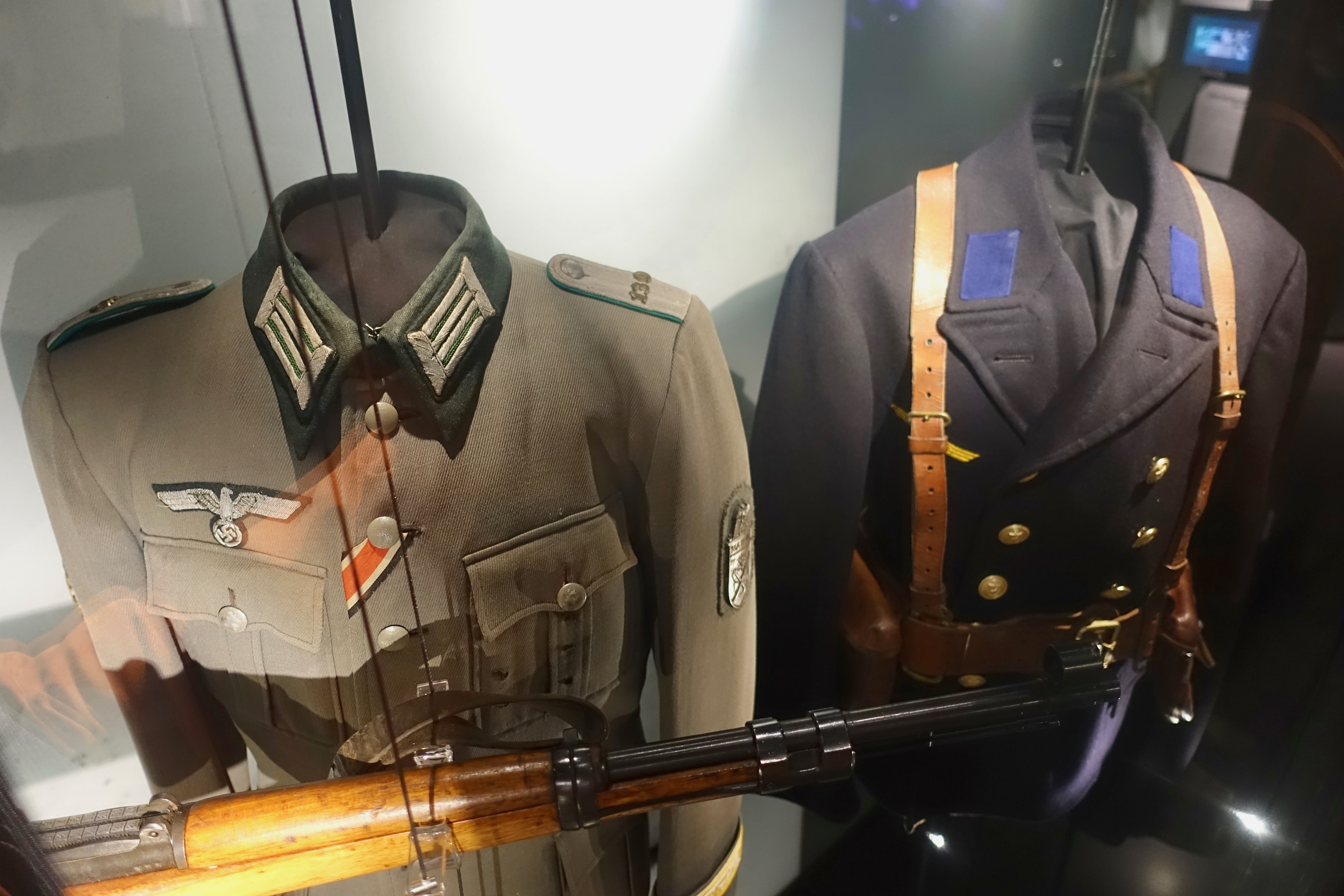
ピージャケット(右)
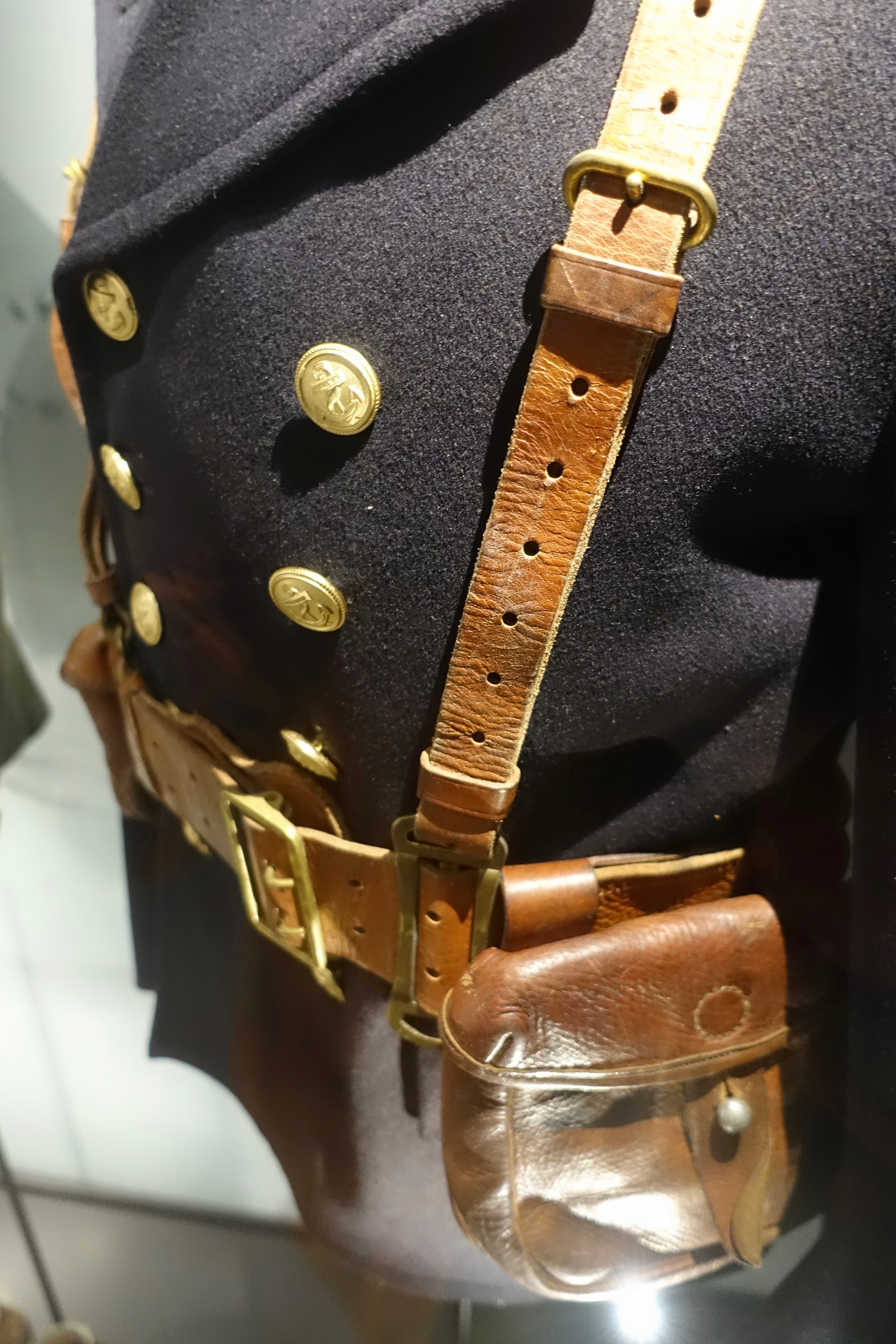
ピージャケット
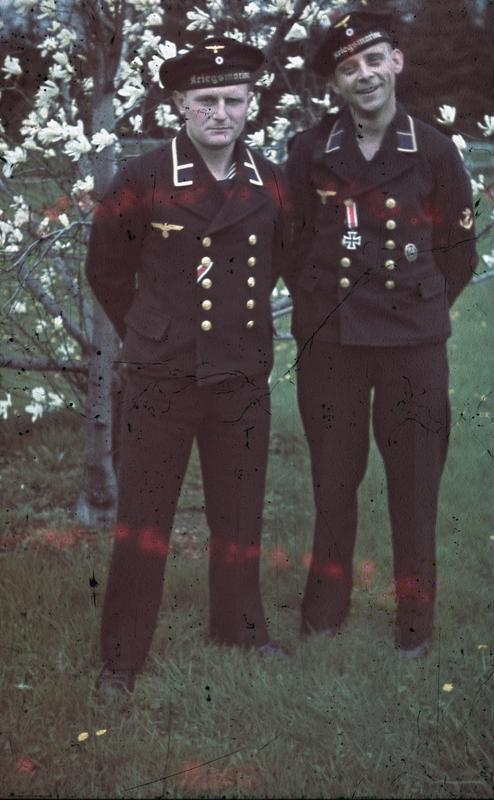
下級下士官のピージャケット
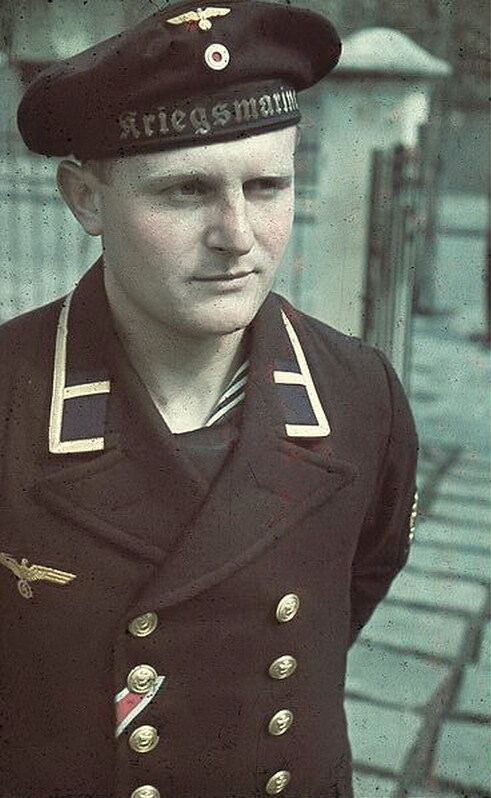
下級下士官のピージャケット
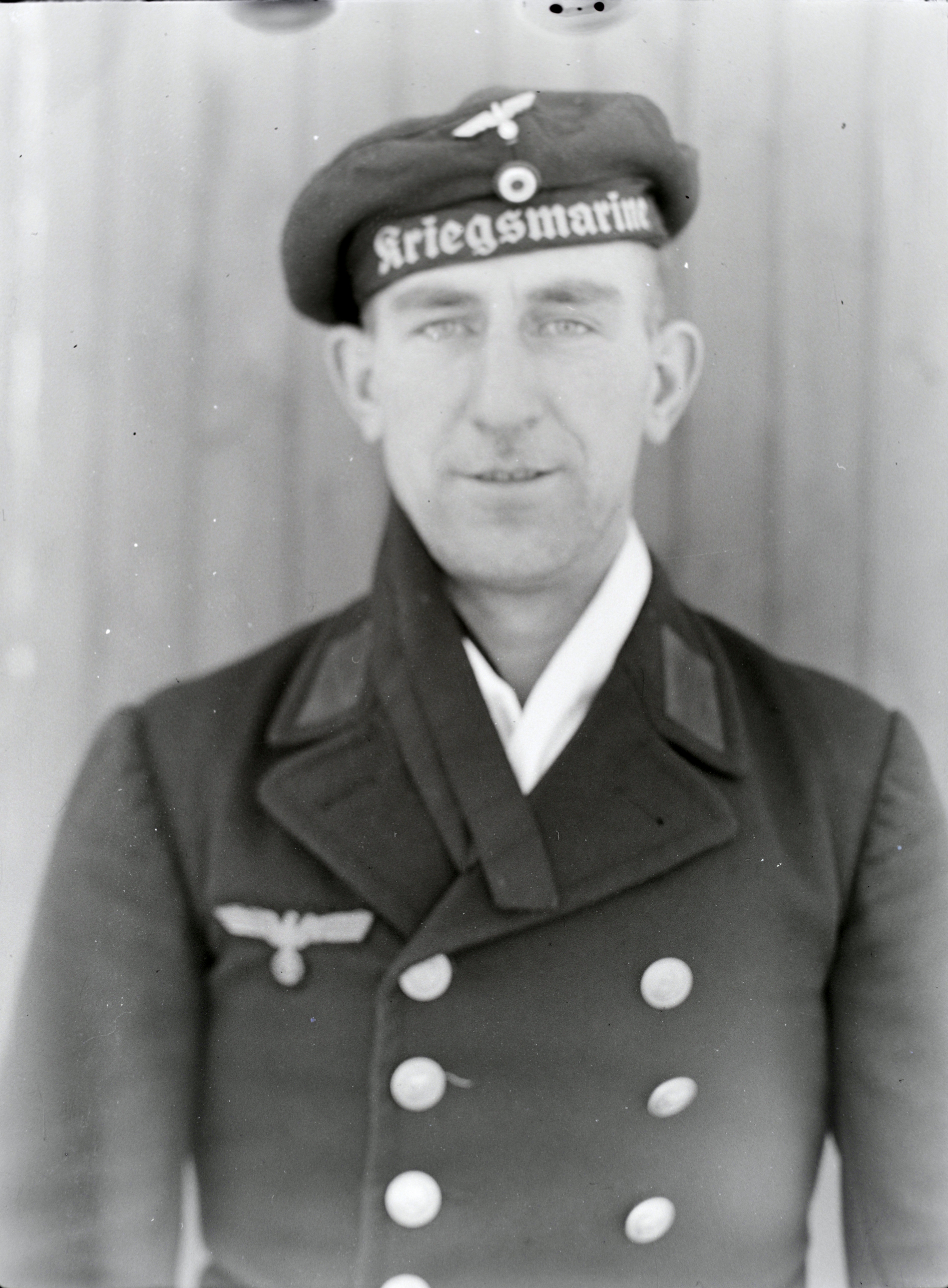
兵卒のピージャケット
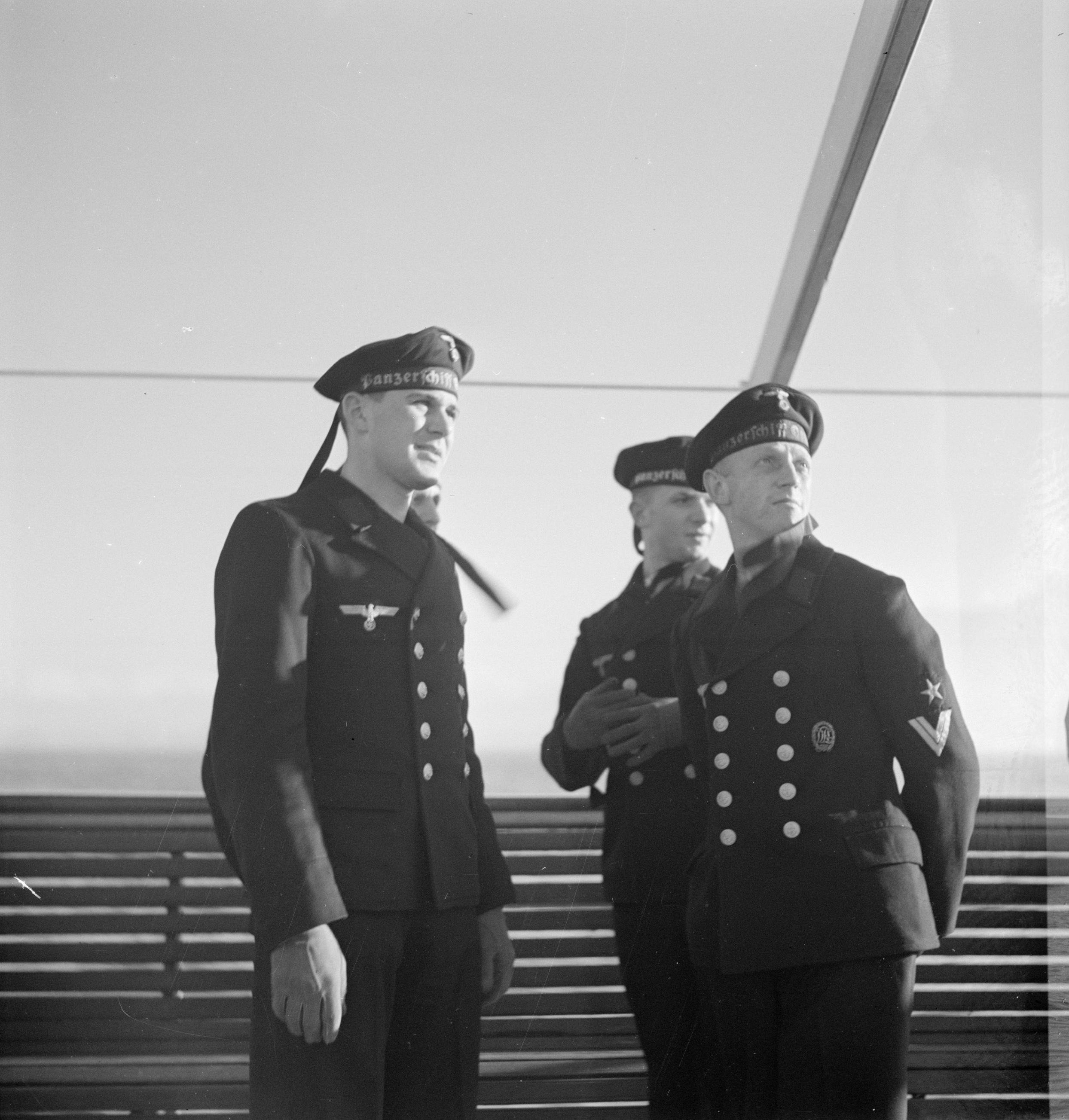
ピージャケットの兵卒たち

### 水兵の正式勤務服
戦前期には兵卒・下級下士官は正式な通常勤務服として丈の短い紺のジャケットを水兵服の上に着用した。ジャケットは前合わせ部分の2つのボタンをチェーンで留めた。またそれ以外にもダブルブレストのボタンがたくさん並んでいるが、これらは飾りボタンである。左腕には水兵服やピージャケットと同様に兵科識別章とV字型の階級袖章が付く。また紺の水兵帽、グレーの手袋を着用する。夏季には白い制帽の着用も認められていた。この服は「パレード用ジャケット（Paradejacke）」と呼ばれることもあり、パレードの礼装として利用する場合には勲章と弾薬盒と銃剣を装着したベルトを着用して小銃を持った。1941年以降にはこのジャケットは使用されなくなった。

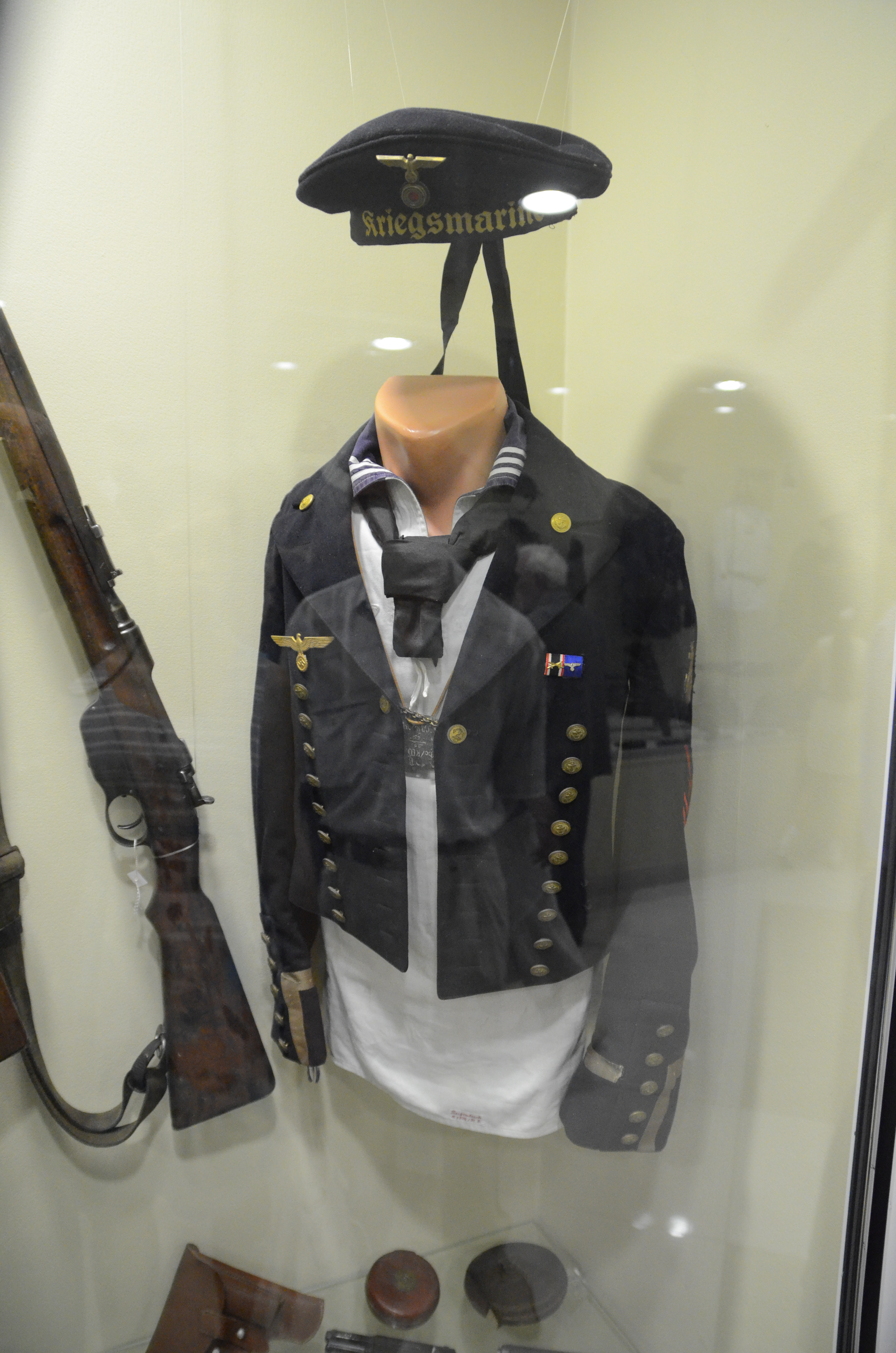
水兵の正式な勤務服
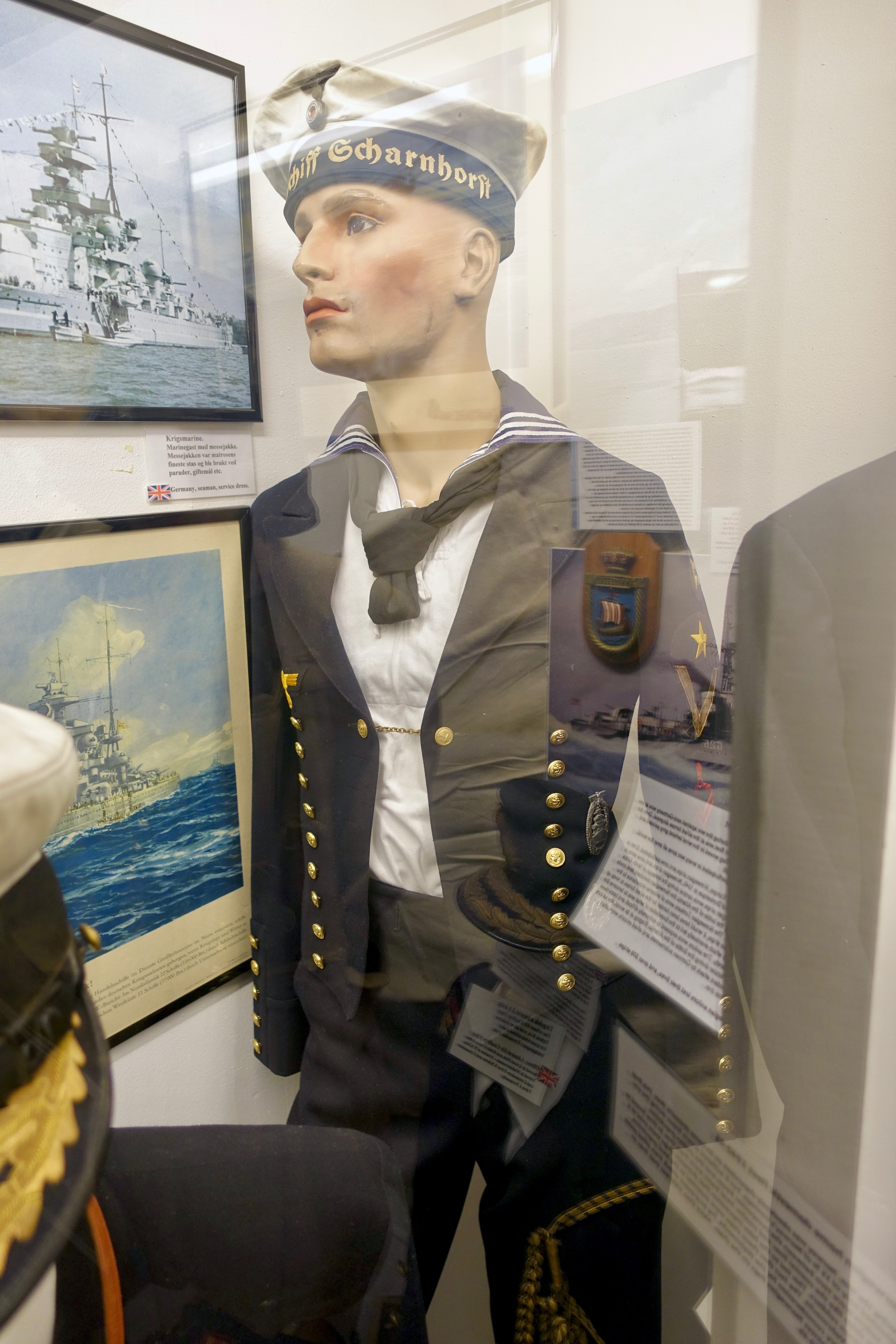
水兵の正式な勤務服
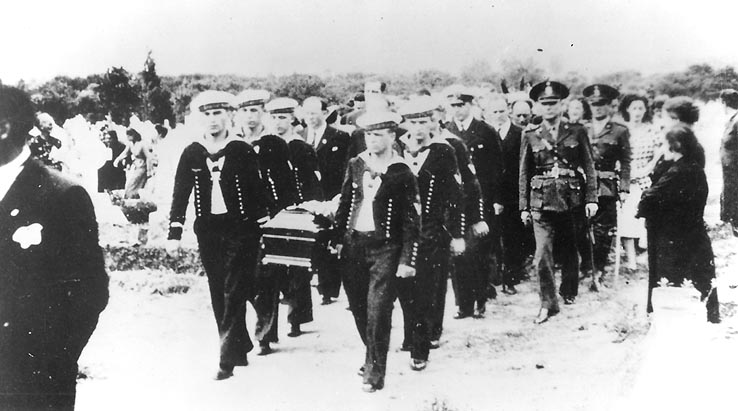
1939年12月21日、ハンス・ラングスドルフ海軍大尉の葬儀で礼服として着用される正式勤務服

## 潜水艦乗組員用の軍服

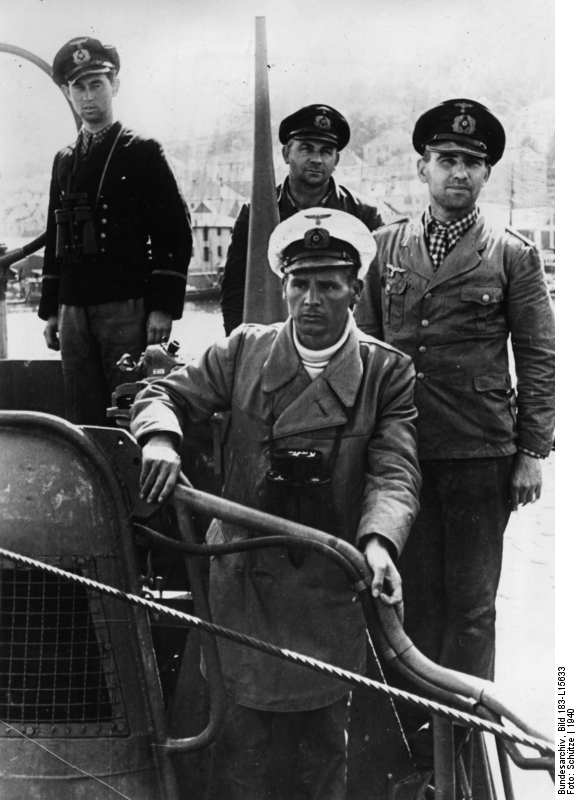
Uボートの乗組員たち。制帽に白いカバーをかぶせた手前の人物は艦長。

潜水艦Uボートは事実上ドイツ海軍の主力であり、その乗組員は通商破壊を任務として数カ月にわたり艦内で過ごした。狭い艦内には必要最小限の物しか持ち込めないため独自のユニフォームスタイルがあった。潜航時の乗組員たちの通常軍服はUボート戦隊 (U-Flottille) の本拠地に置き残された。勲章なども潜航時には全て外された。
Uボート搭乗中はかなり自由な服装が許されたため、軍人らしからぬスタイルの者も多かった。私物の赤いチェックのシャツを着る者もよく見られた。
陸上ではUボート搭乗員も通常の軍服規定に沿わねばならないが、Uボート搭乗員は陸上勤務中にもUボート内の空気を持ち込む風潮があり、だらしない恰好をしている者が多かったという。ドイツ軍は軍服規定に厳格な軍隊だが、Uボート搭乗員についてはその任務の特殊性からある程度の乱れが黙認される傾向があった。これについてライバルの陸軍は「海軍はだらしない」という陰口をし、しばしば血気盛んなUボート搭乗員は陸軍の憲兵との間でトラブルを起こした。
Uボートに特有な軍服として以下のようなものがある。

### 英軍バトルドレス型作業服
1940年の対フランス戦でドイツ軍はデニム製で短上衣の英軍バトルドレスを大量に入手した。ドイツ軍当局はUボート作業服との類似性に目を付けて、ボタンや肩章をドイツ海軍用のものと取り換えたものをUボート乗組員に作業着として支給するようになった。在庫がなくなるまで支給され続け、その後はドイツでも生産されるようになった。この作業着は短上衣とズボンのツーピースで構成され、短上位は両胸にプリーツ・ポケットがあり、ウェストバンドをバックルで締めるようになっていた。

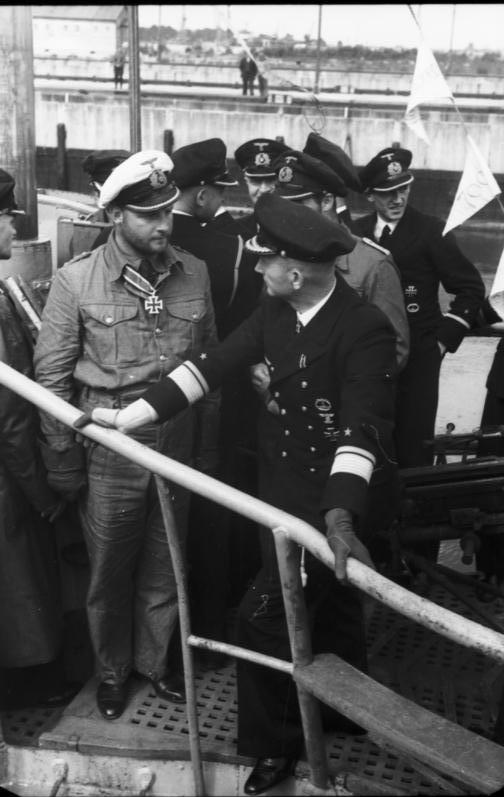
英軍バトルドレス型作業服を着るフリッツ・ユリウス・レンプ海軍大尉（カール・デーニッツと話している人物）

### 革製ジャケット
水兵・下士官用の皮ジャケットは、前ボタンが4つのシングル・ブレステッドであり、胸ポケットは左胸にだけ付き、サイドポケットは左右2つである。このジャケットは機関兵用の服としては第一次世界大戦時とほぼ同じであり、色だけが黒からグレーになっていた。布製の作業服と同様に通常は階級章を付けなかった。
将校用の皮ジャケットは下士官・水兵用と異なり、膝丈の長さでダブル・ブレステッド（前ボタンが2列）であり、サイドポケットの上あたりにスリットポケットが左右に付いている。しかしポケットの位置にはバリエーションが見られ、中にはスリットポケットがない物も存在している。この服は暖かく快適だったのでクルーの間で人気があり、Sボート(高速魚雷艇)に搭乗する将校によっても使用されている。

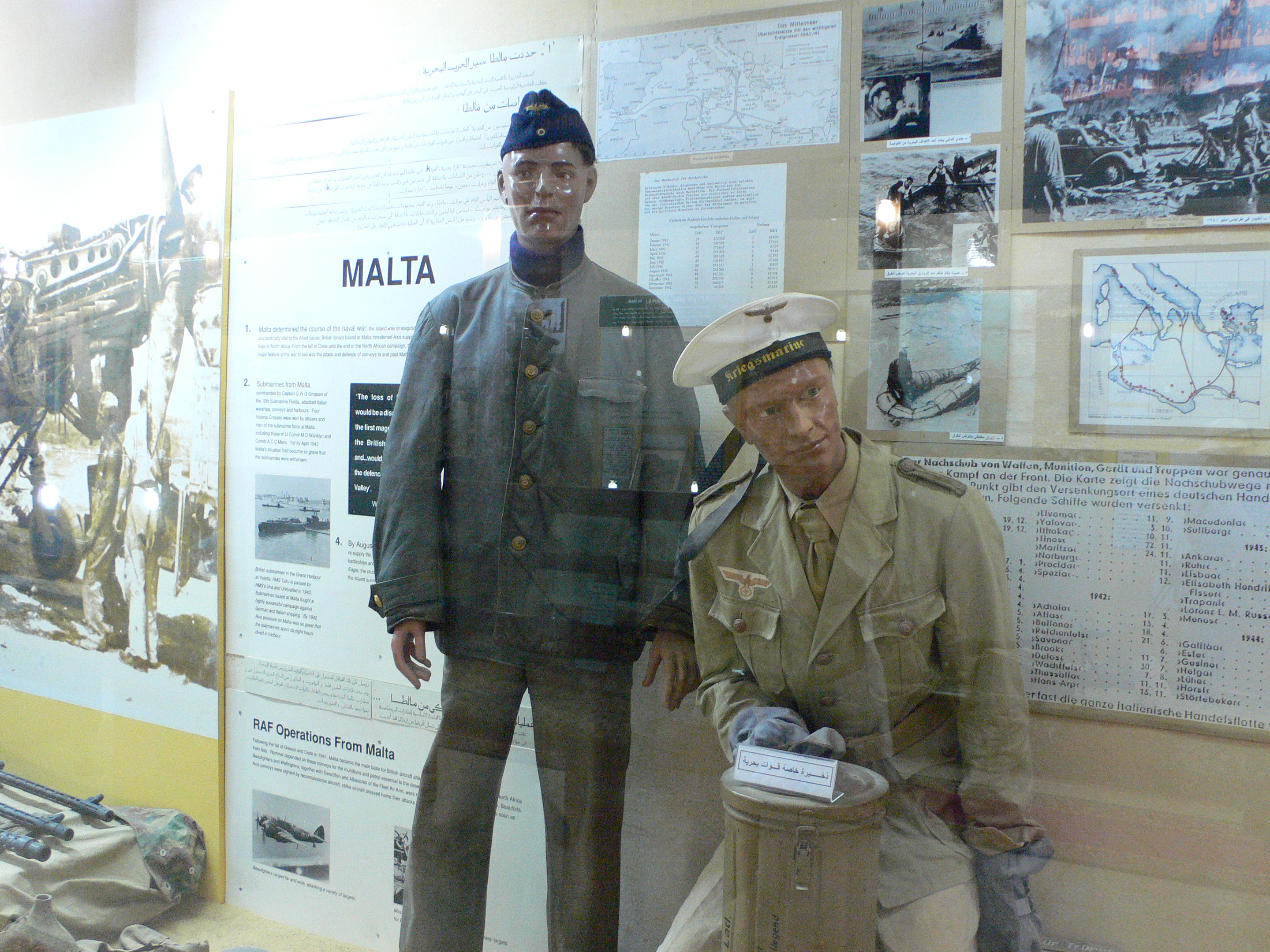
Uボートの水兵・下士官用の革ジャケット（左）
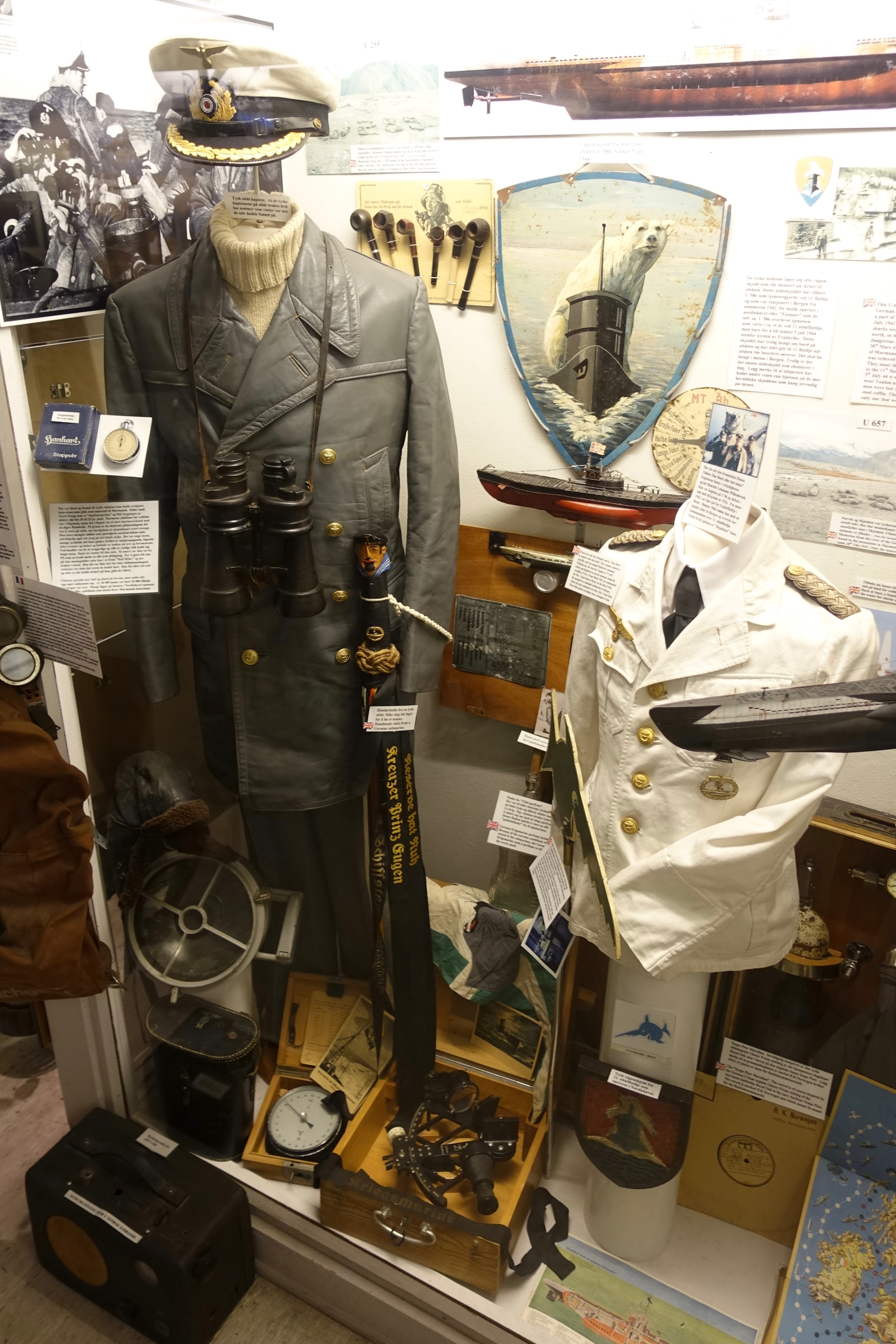
将校用の革ジャケット（左）
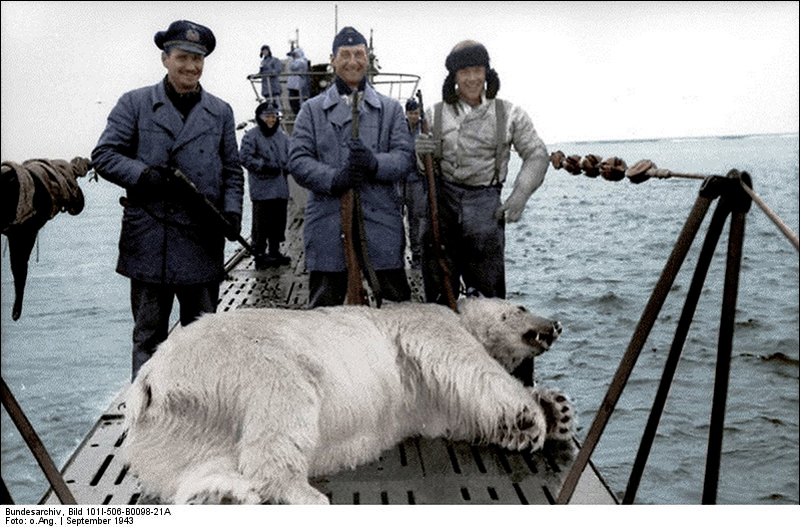
将校用の皮ジャケット（中央と左）
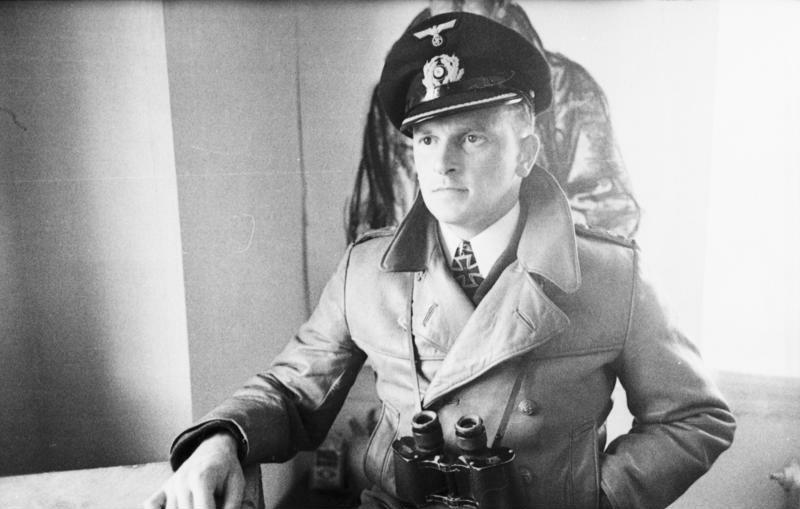
将校用の皮ジャケットを着用するヘルベルト・シュルツェ（ドイツ語版）海軍大尉（1941年）

## 陸戦部隊の軍服
ドイツ海軍は軍港などに常駐の陸戦部隊を保有しており、これら陸戦部隊は野戦任務のために陸軍のそれと酷似する野戦服が定められていた。基本的に陸軍の野戦服と同じだが、服のボタンは海軍の錨のマークがデザインされたボタンが使用されており、将校は裾ポケットの形状が異なった。襟章は陸軍と同じドッペルリッツェンであるが、陸軍の物とは色が若干異なった。海軍の兵・下士官用のドッペルリッツェンの色は黄色でリッツェの中央には青のストライプが入っていたが、1935年にドッペルリッツェンの色は陸軍と同じグレーとなり、リッツェの中央は黄色のストライプが入るようになった。将官は当初陸戦部隊であってもこの野戦服を着用しなかったが、1943年5月から着用することになり、独自の襟章が定められた。デザイン自体は陸軍の将官の襟章（ラーリシュ・シュティッケライ）と同じだが、台布の色が陸軍が赤色なのに対して海軍では青色だった。またズボンの両側の将官を示すストライプも青色だった。

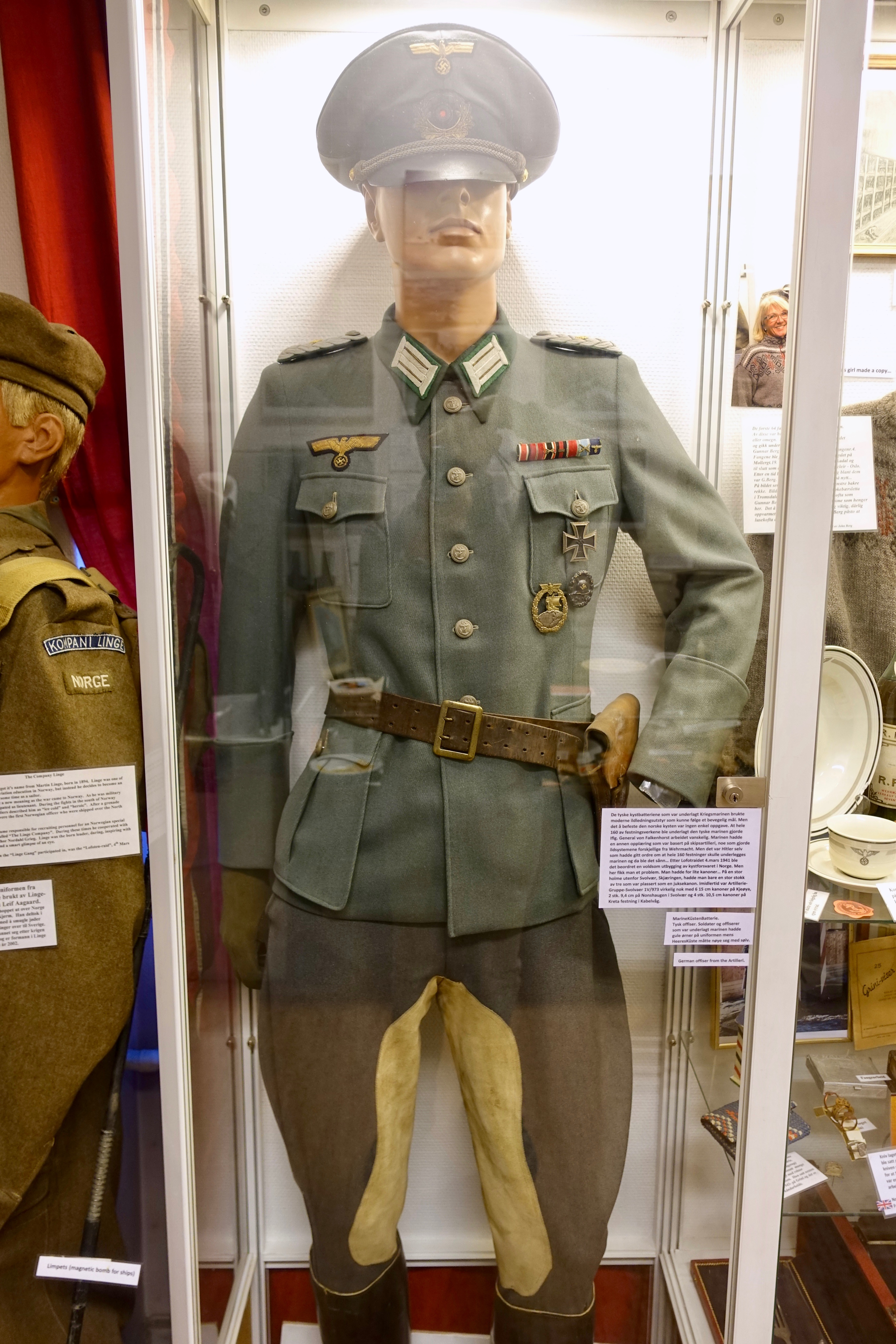
海軍陸戦部隊の将校の軍服
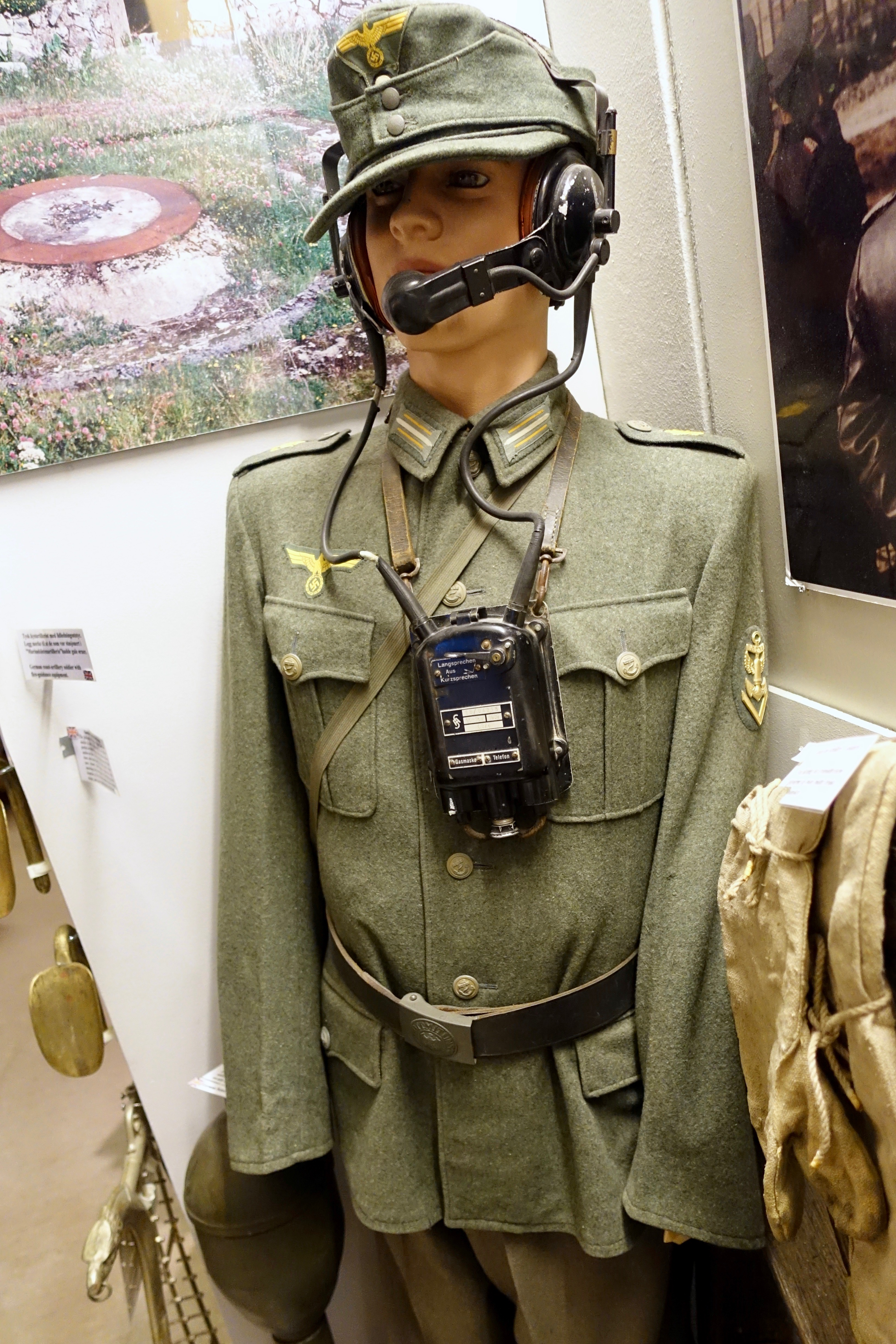
海軍陸戦部隊の兵士の軍服
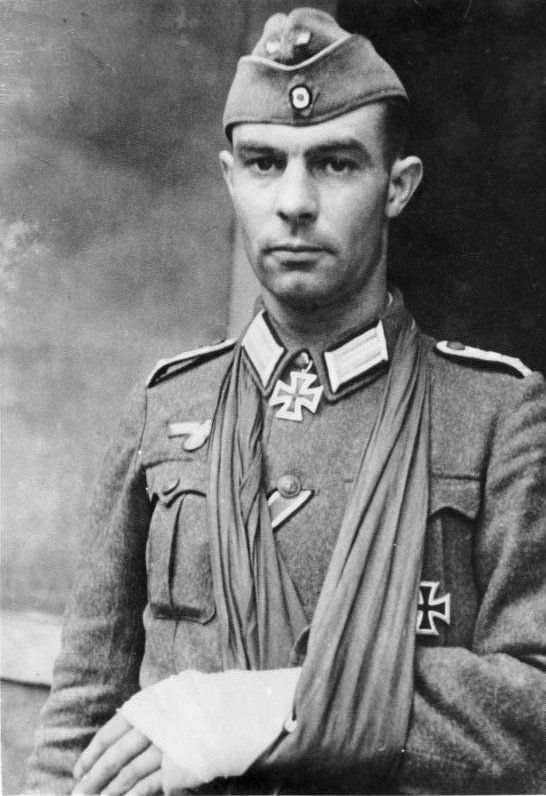
ヴァルター・オームゼン
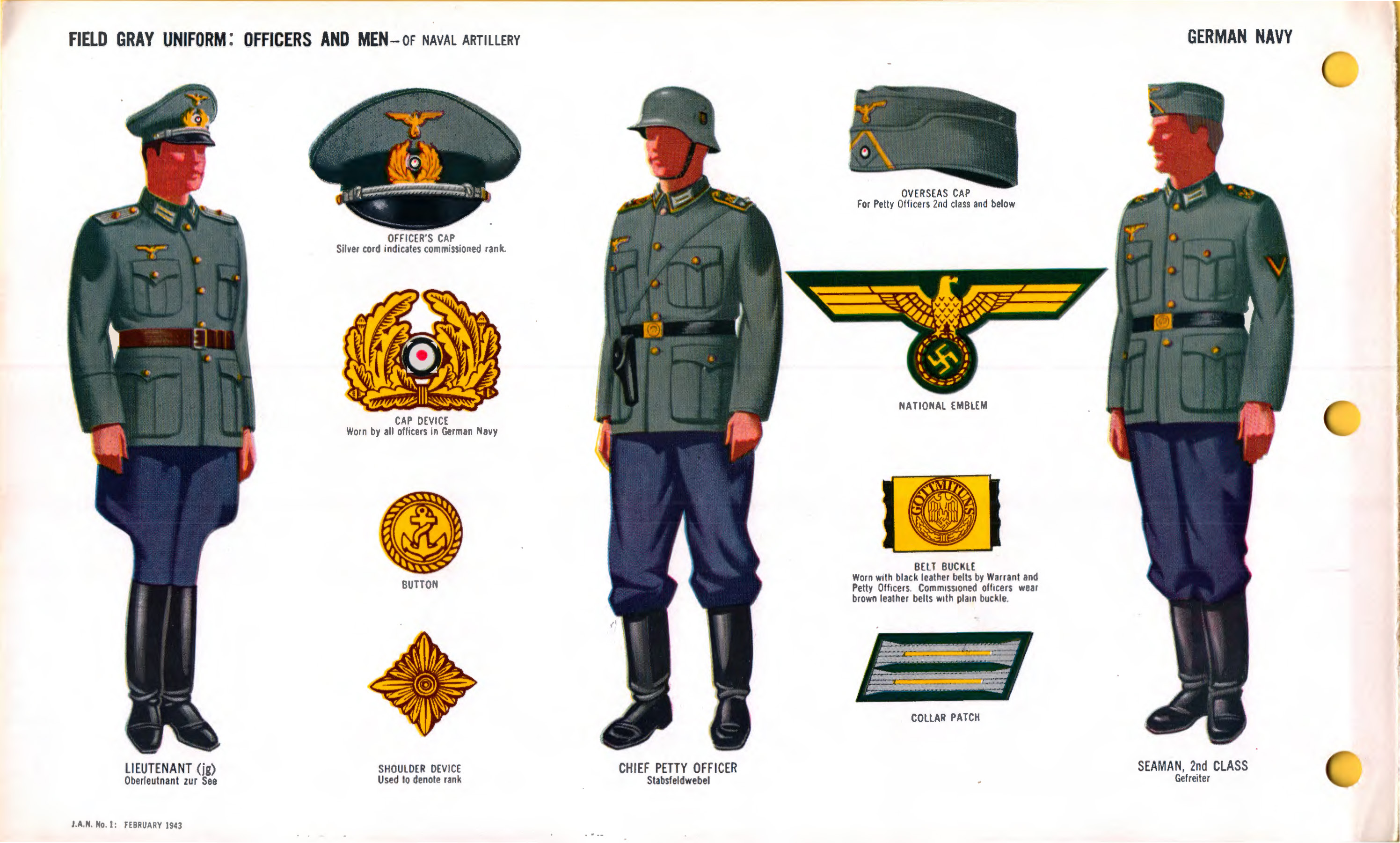
海軍陸戦部隊の軍装
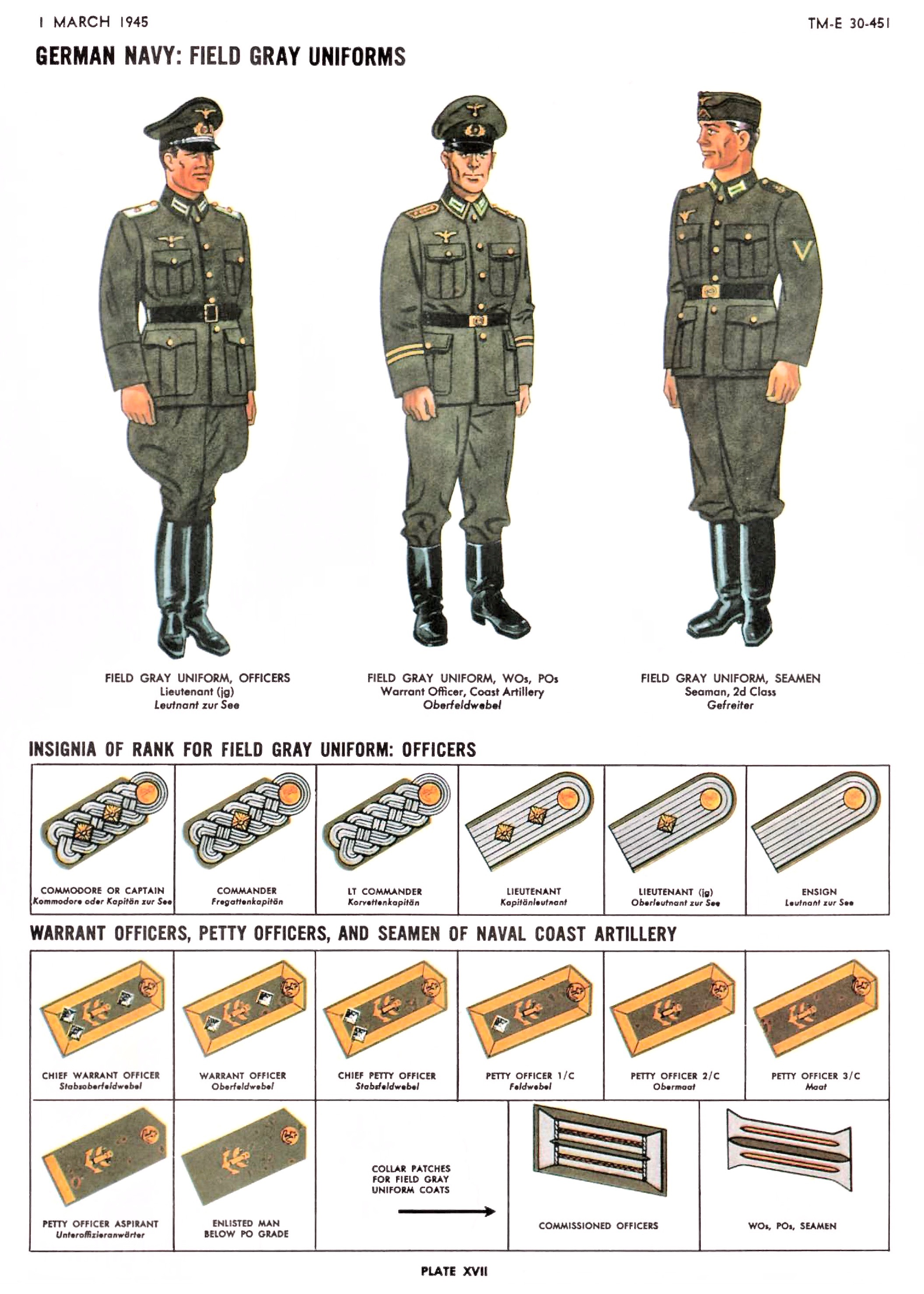
海軍陸戦部隊の軍装

## オーバーコート
ドイツ海軍のオーバーコートには、ウール製、革製、レインコートが存在した。オーバーコートには袖章が付いていなかったため、代わりに肩章を付けた。またオーバーコートを着用した場合には正剣ベルトの使用も認められる。ウール製のオーバーコートは将官の場合、下襟がコーンフラワーブルーで裏打ちされていて、折り返して着用することが認められている。

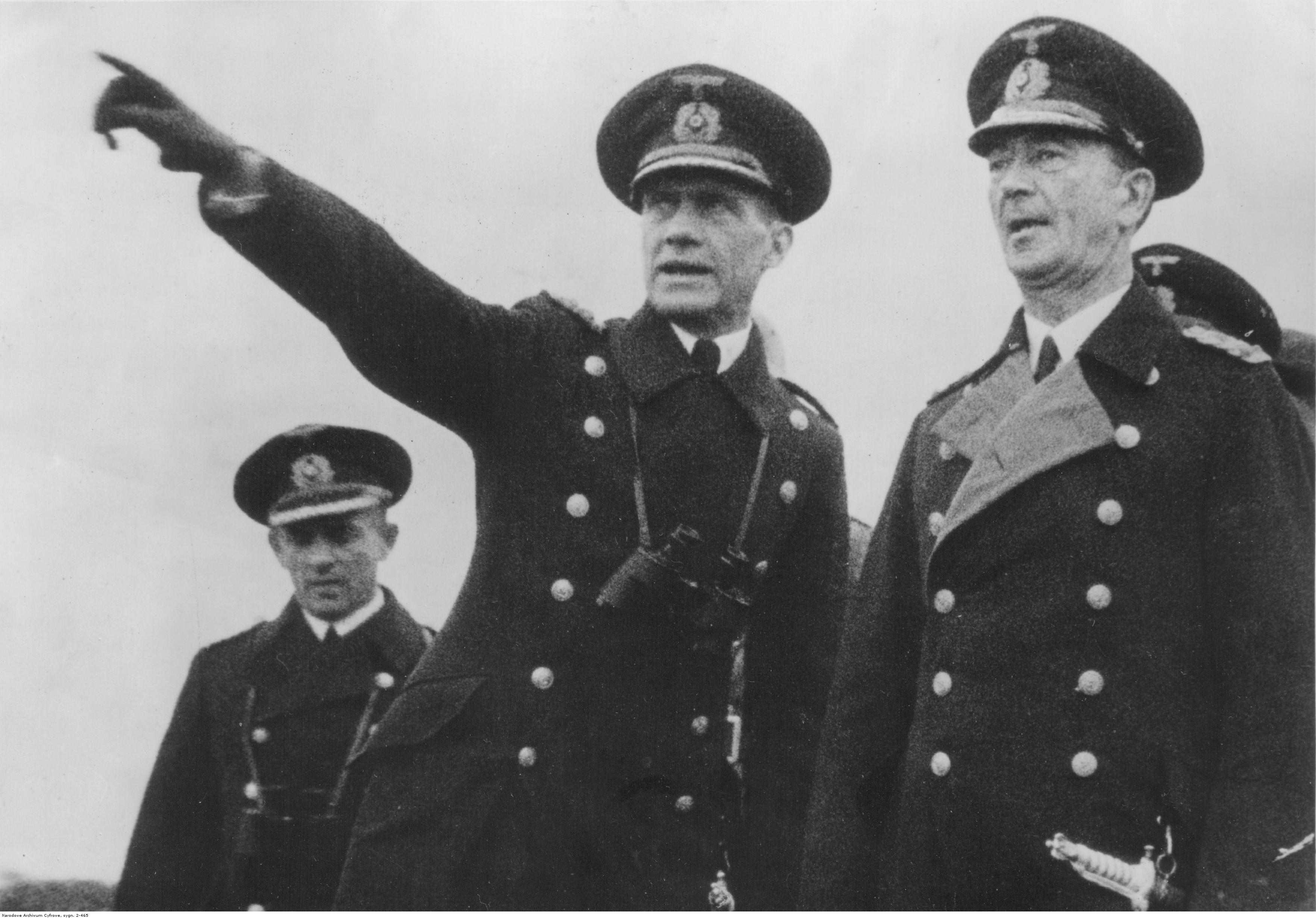
海軍のオーバーコート（ヘルマン・ベーム海軍上級大将ら）
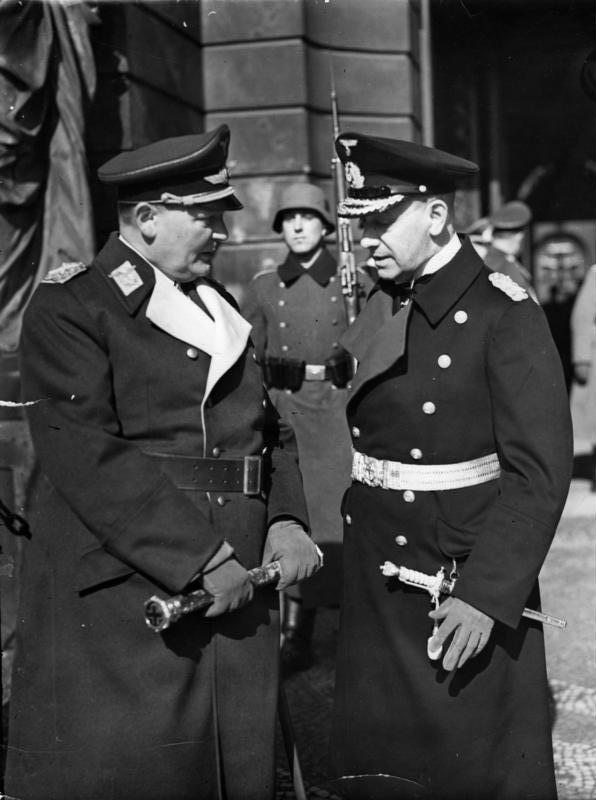
海軍のオーバーコートを着たエーリヒ・レーダー(右)
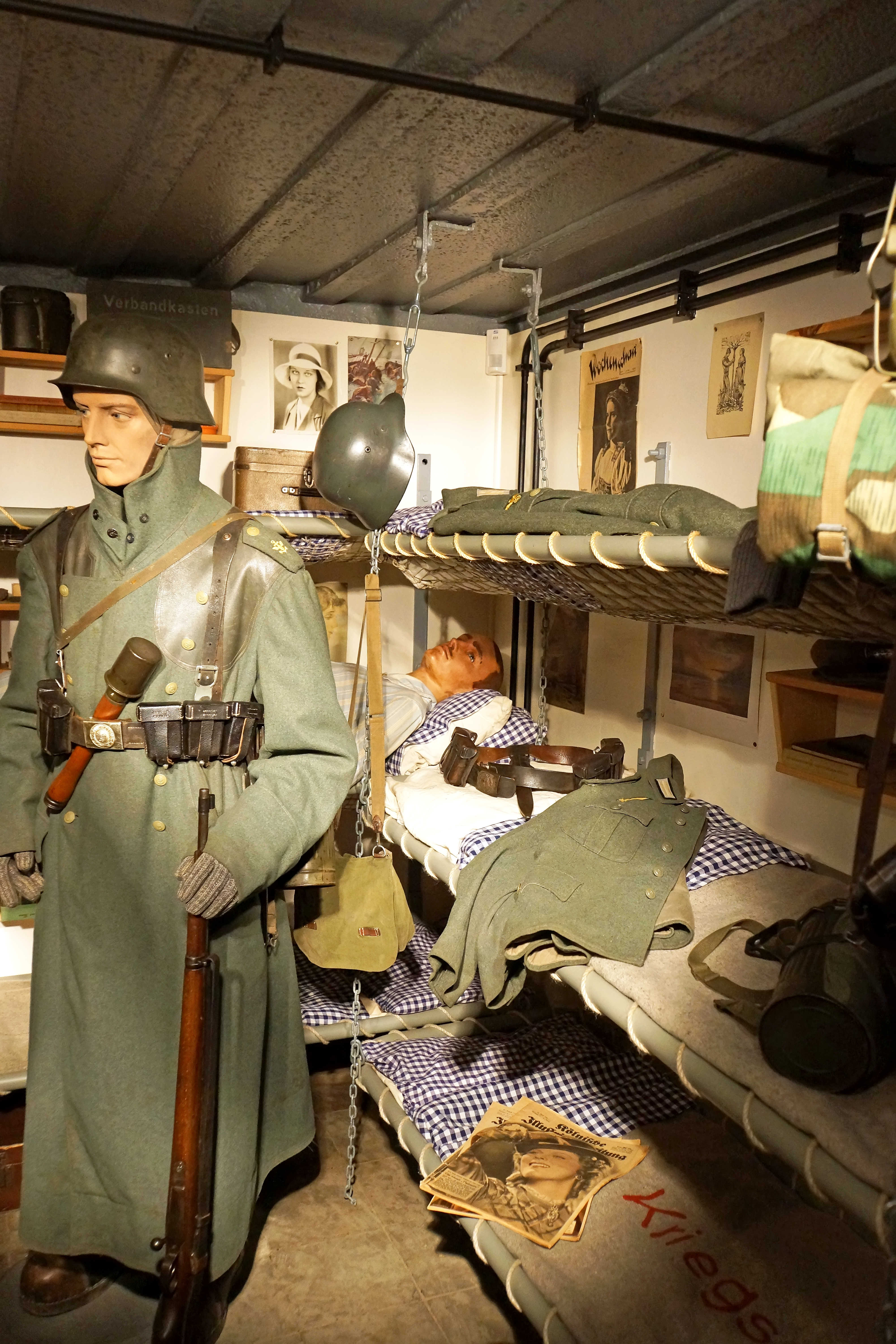
陸戦部隊の兵卒のオーバーコート。襟を立てて着用

## 軍帽

### 制帽
海軍の制帽は海軍の金色の鷲章とその下に国家色の円形章（コカルデ）とそれを囲む金色のオーク葉飾りが付いている。顎紐は全階級で黒皮である。バイザー（鍔）はブルーの布地で覆われ、皮で縁取りされている。バイザーの装飾は階級を示しており、尉官は金色の波形模様、佐官はオーク葉の金色の飾り一列、将官はそれが二列になっている。Uボートでは季節に関係なく艦長は白い制帽を被る習わしがあった。
一方陸戦部隊の制帽は陸軍の制帽と似ているが、形状や徽章類が陸軍制帽とは若干異なる。陸戦部隊制帽の顎紐は将校が銀の組み紐で将官は金色である。また海軍の通常制帽と異なりバイザー部分に階級を示す物はない。クラウン部とバンド部の周囲には青色の縁取りがある。

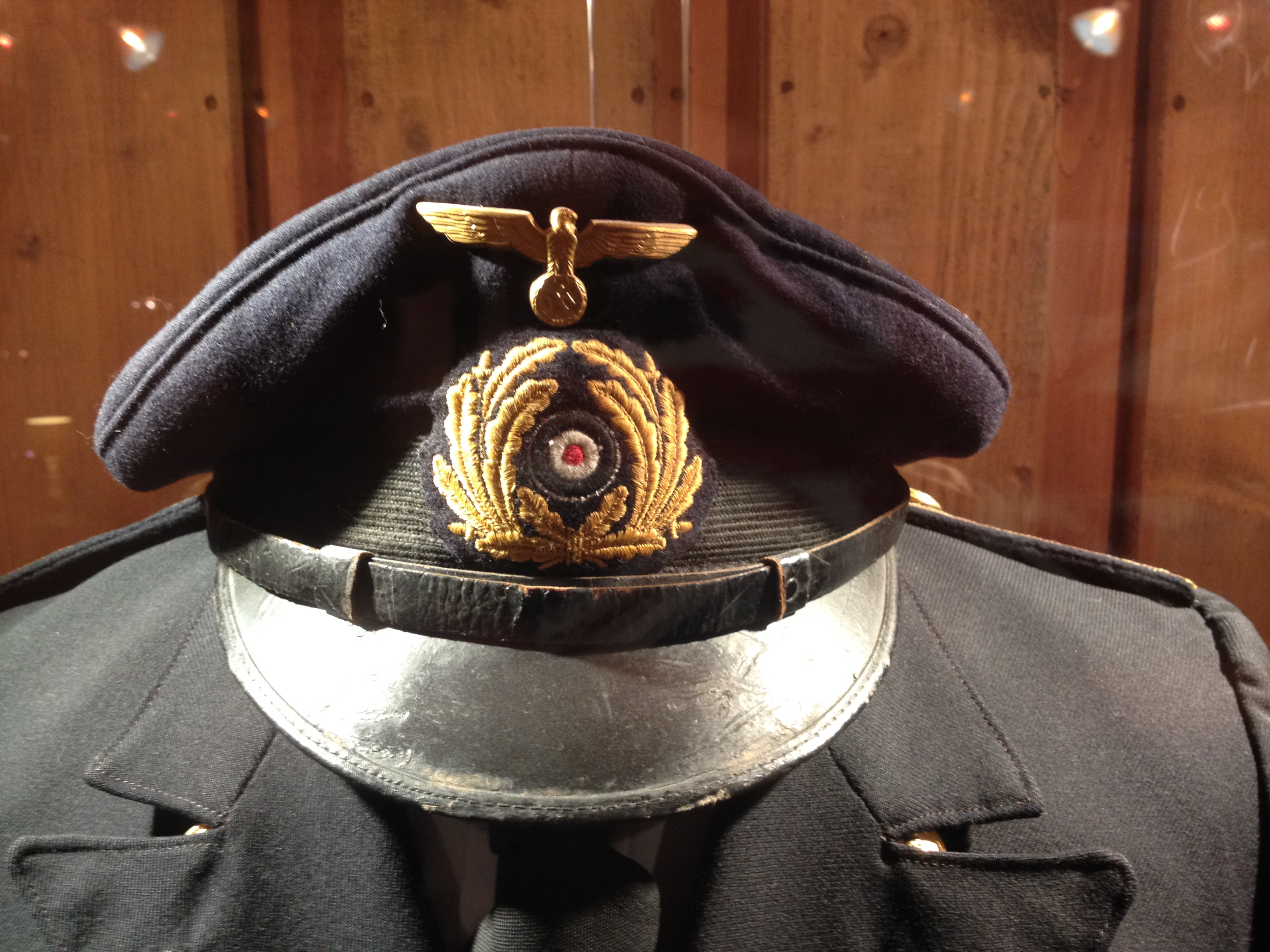
非将校の制帽
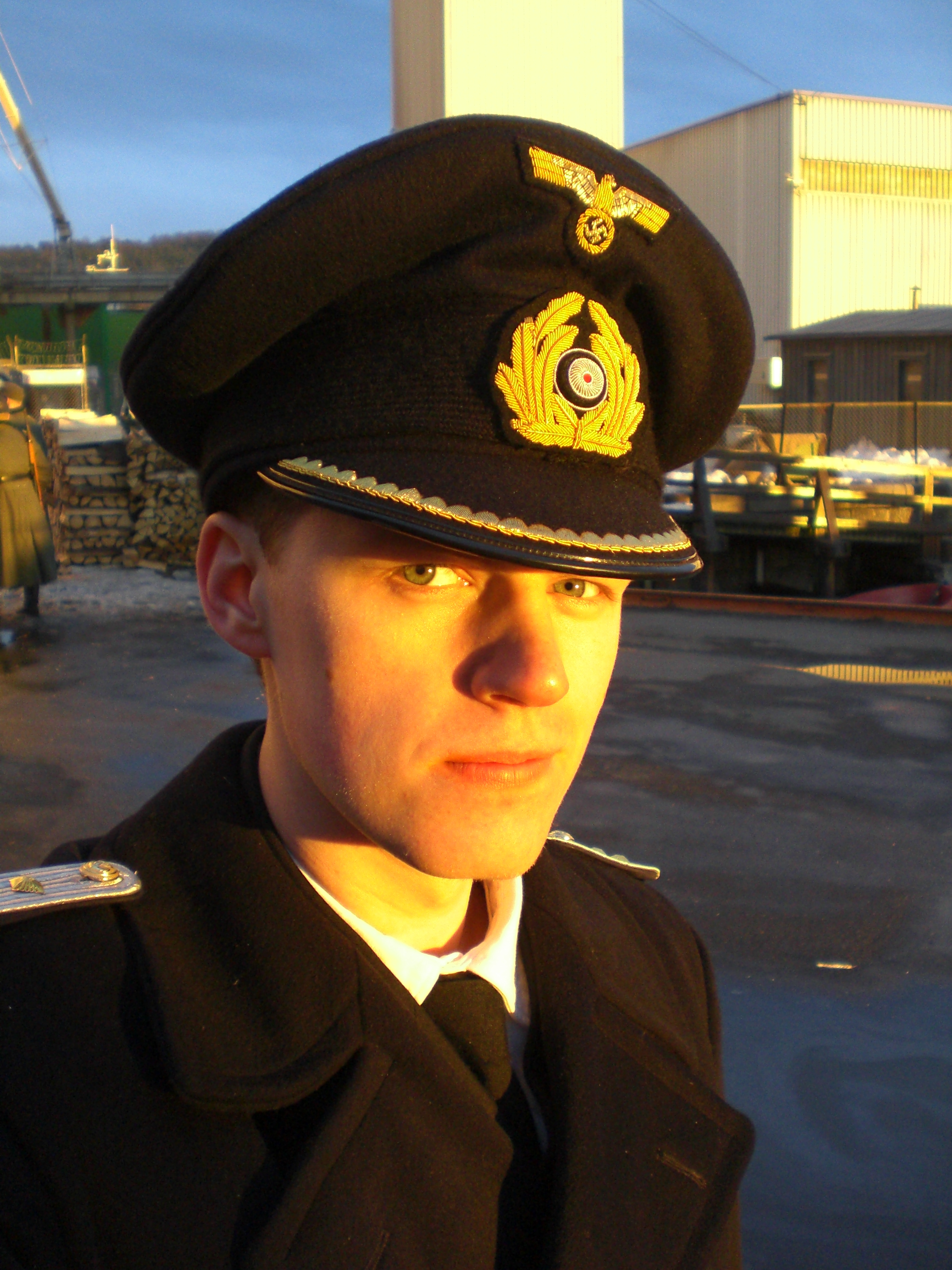
尉官の制帽（鍔に波型模様）
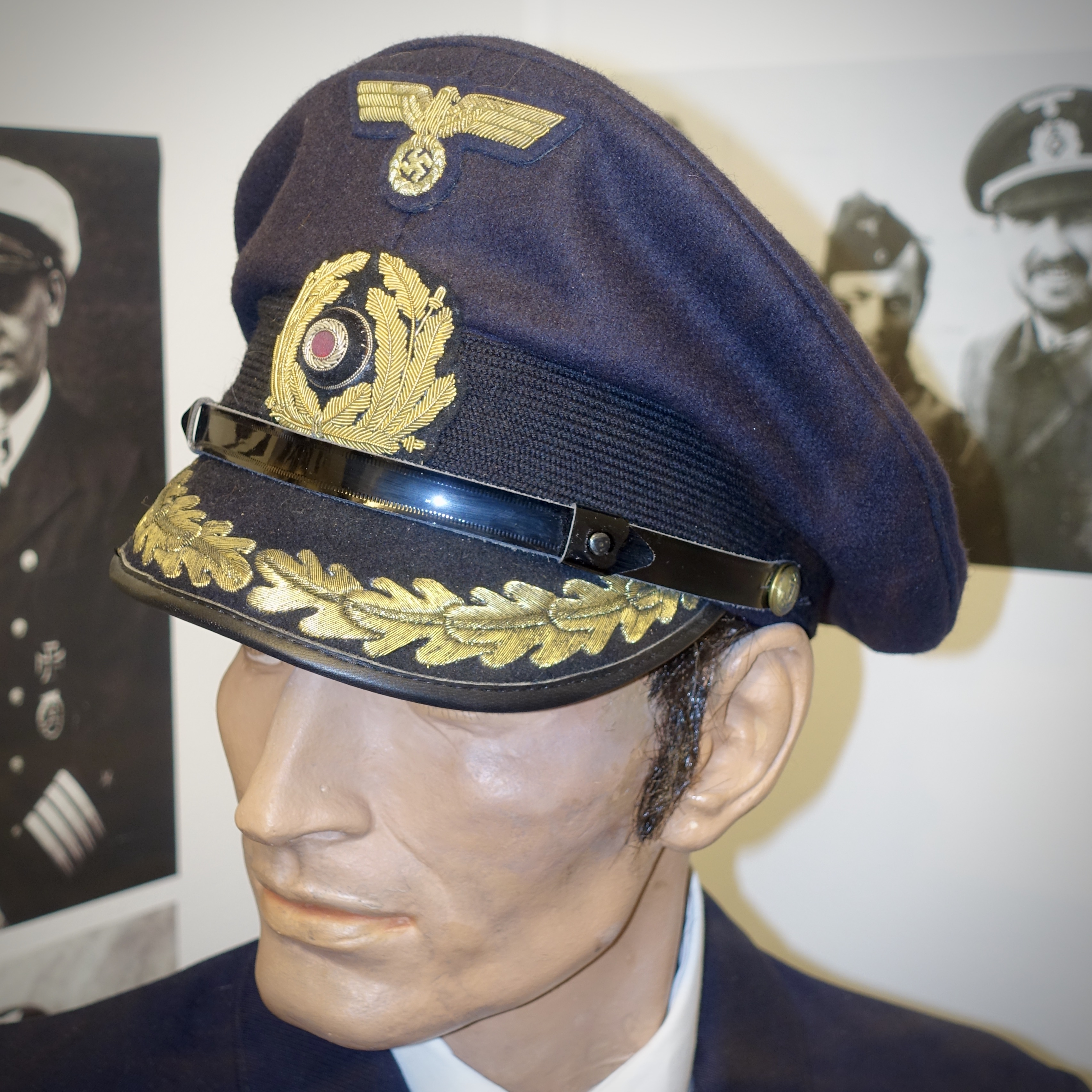
佐官の制帽（鍔に一列のオーク葉飾り）
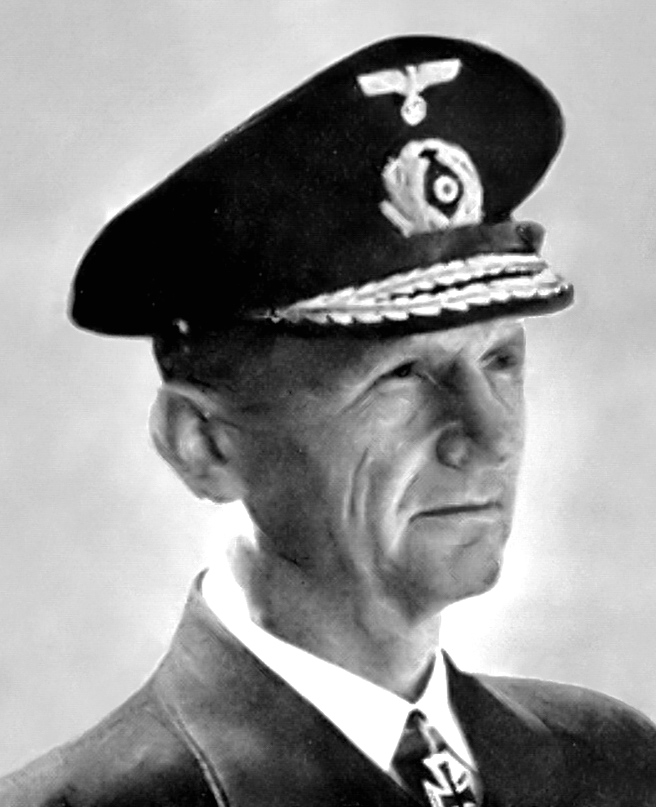
将官の制帽。カール・デーニッツ（鍔に二列のオーク葉飾り）
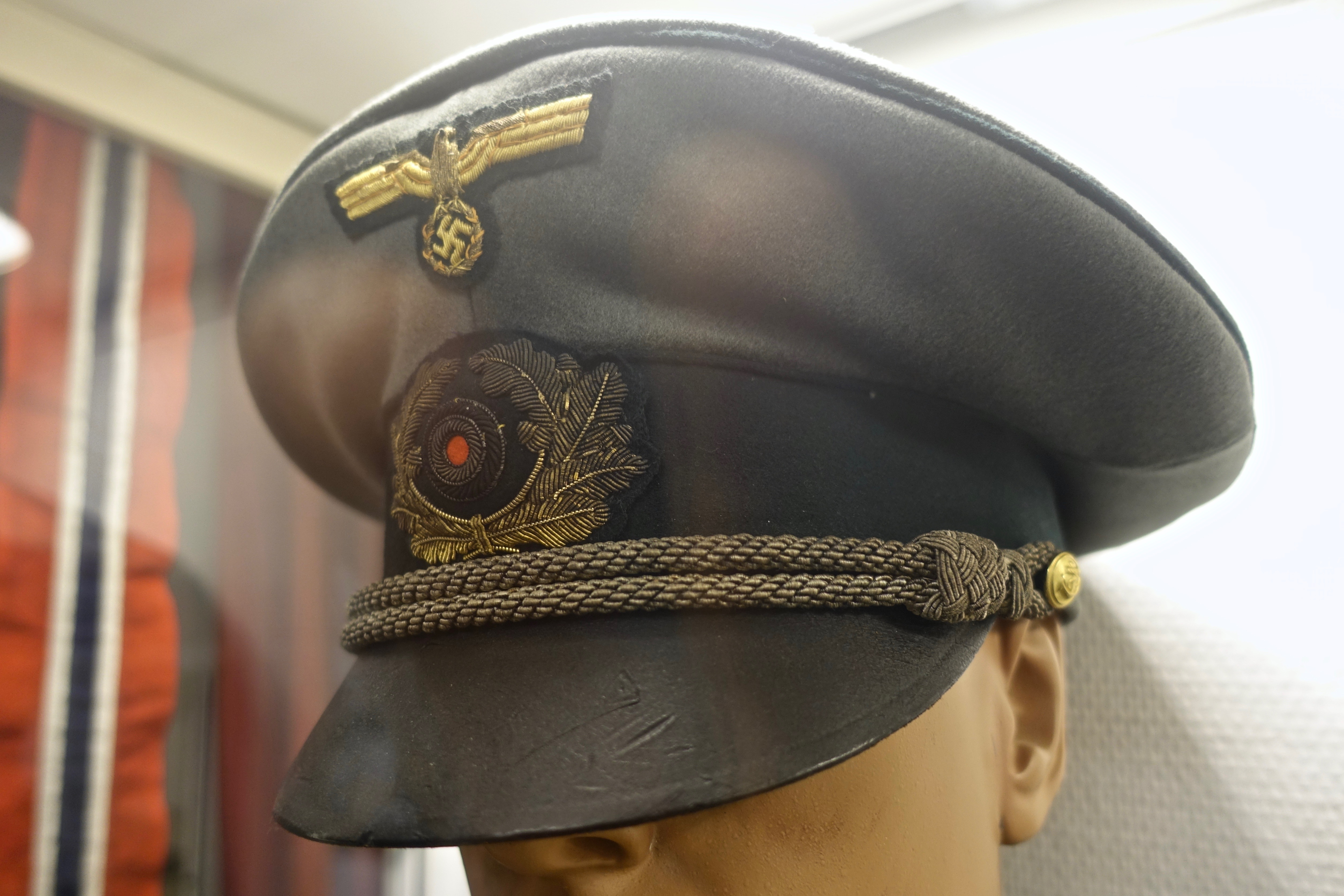
海軍陸戦部隊の将校制帽

### 水兵帽
水兵帽には鷲章と国家色の円形章（コカルデ）が付いている。また悪天候下で帽子を止めるための長いリボン（ペンネント）が付いている。ペンネント正面には文字が書かれており、当初は勤務艦名が記されていたが、1938年以降は保安上の理由から「Kriegsmarine」（海軍）の表記で統一された。水兵帽には白と紺があったが、白は開戦とともに廃止され、紺の水兵帽も戦時中にはあまり使われなかった。

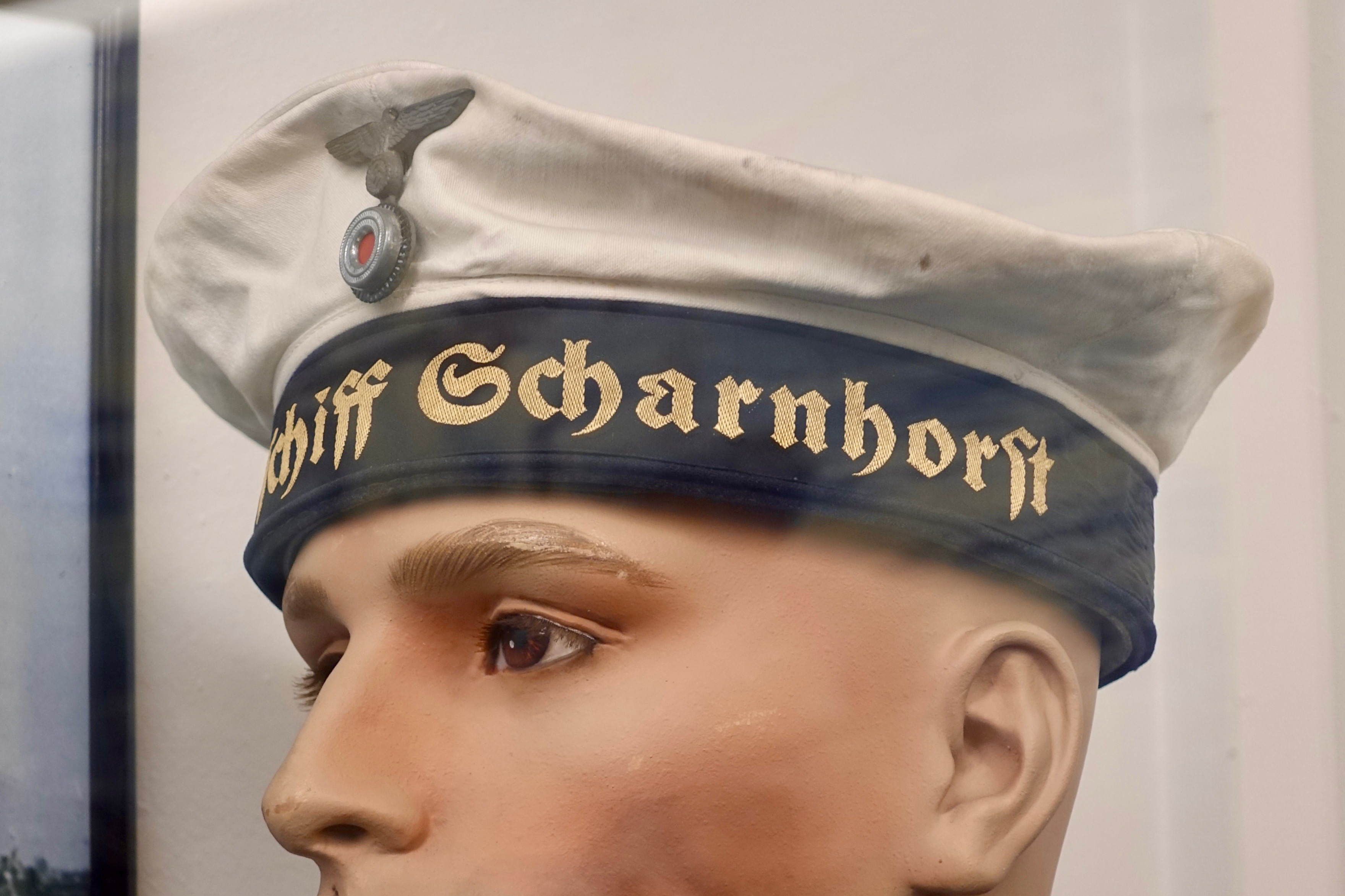
白い水兵帽、ペンネントは戦艦「シャルンホルスト」を示す
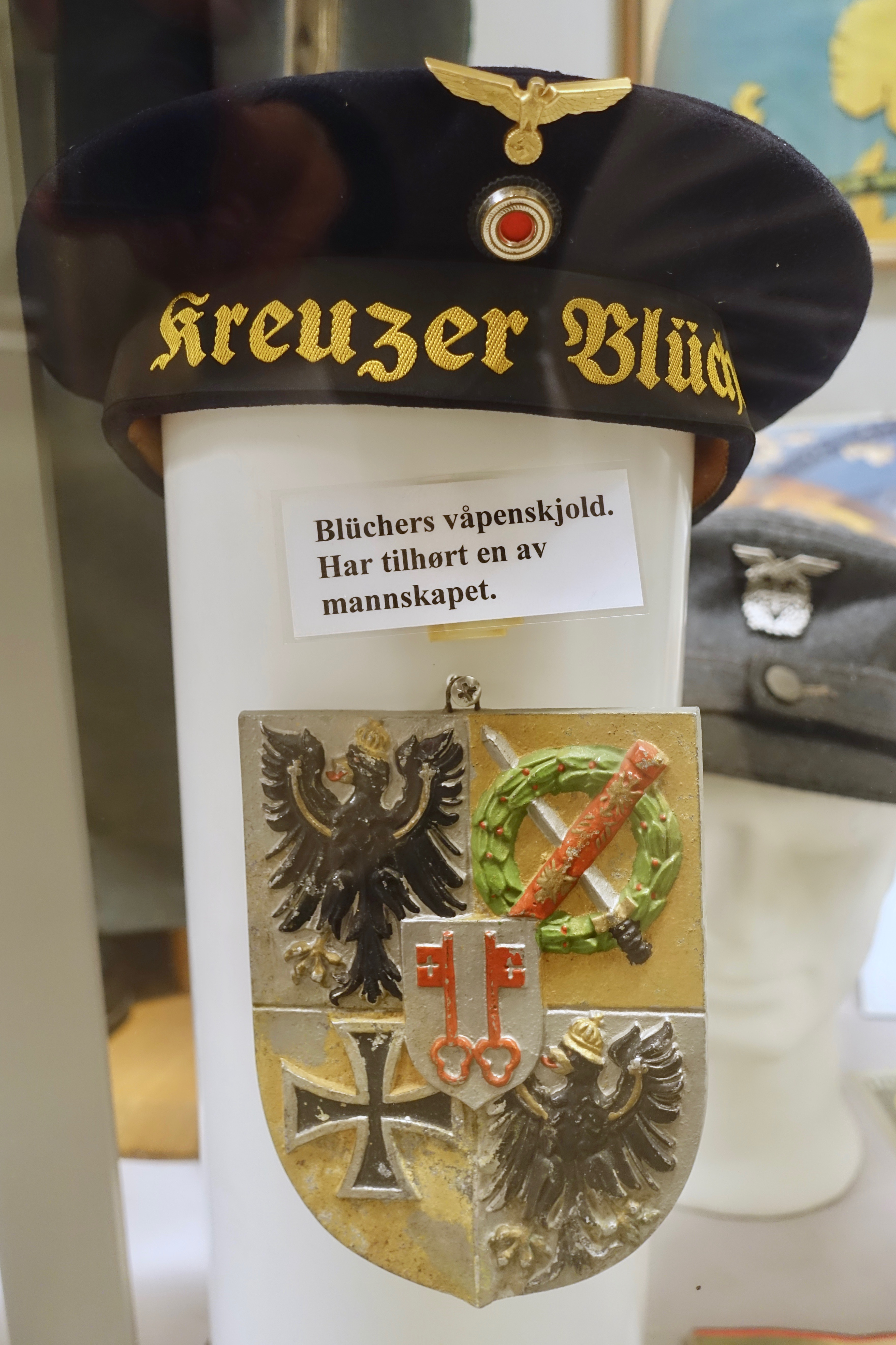
紺の水兵帽、ペンネントは巡洋艦「ブリュッヒャー」を示す
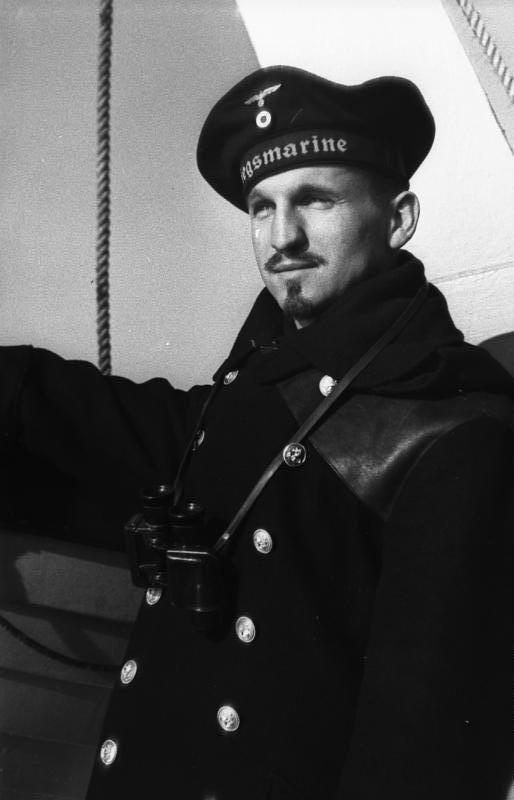
水兵帽を被る水兵（1939年）

### 略帽
海軍の略帽は1940年に導入され、水兵帽に取って代わった。海軍略帽は海軍の紺色であり、海軍の金色鷲章と国家色の円形章（コカルデ）が付く。またUボート乗員の略帽には戦隊、およびパーソナル・マークを模してバッジが付けられる。

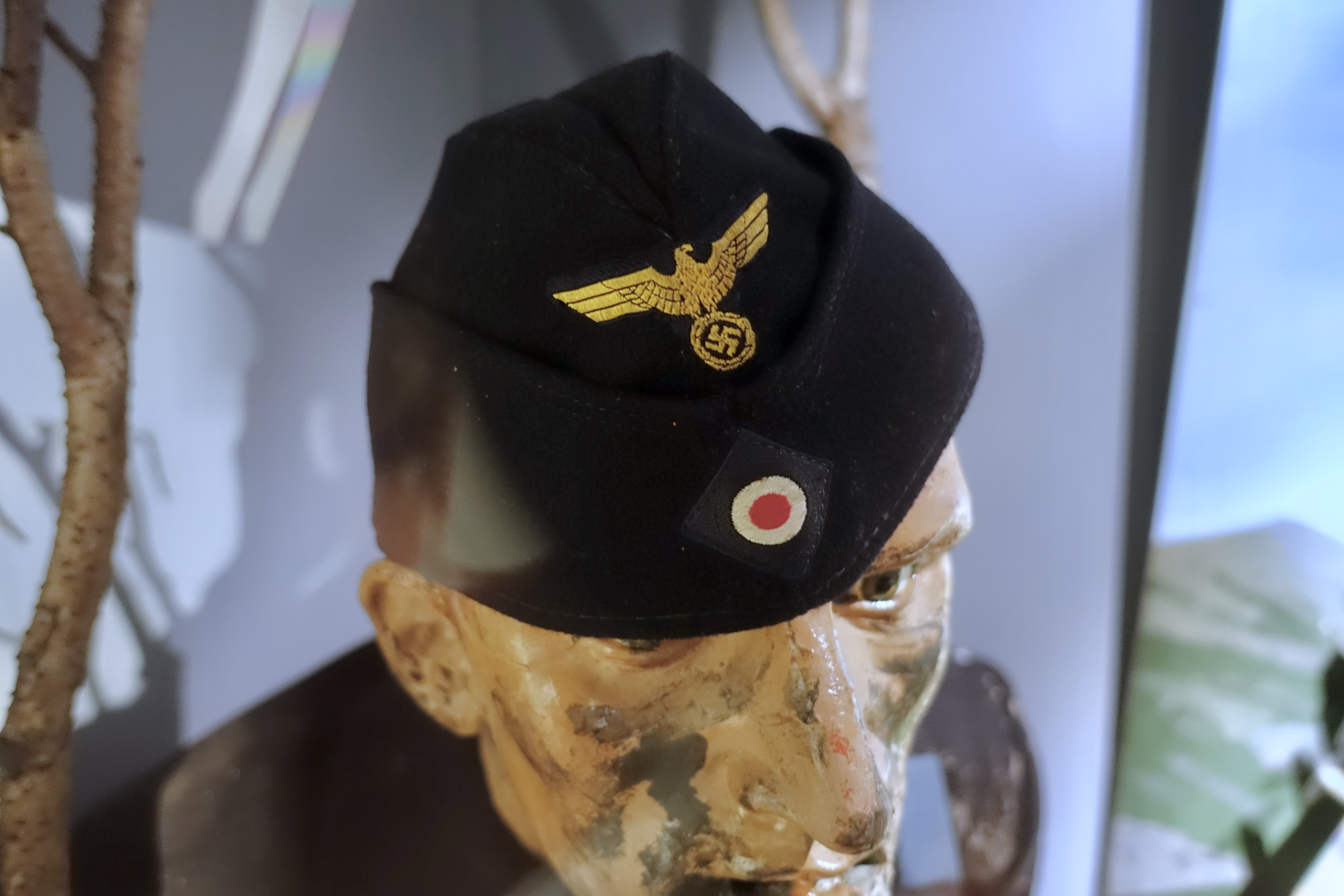
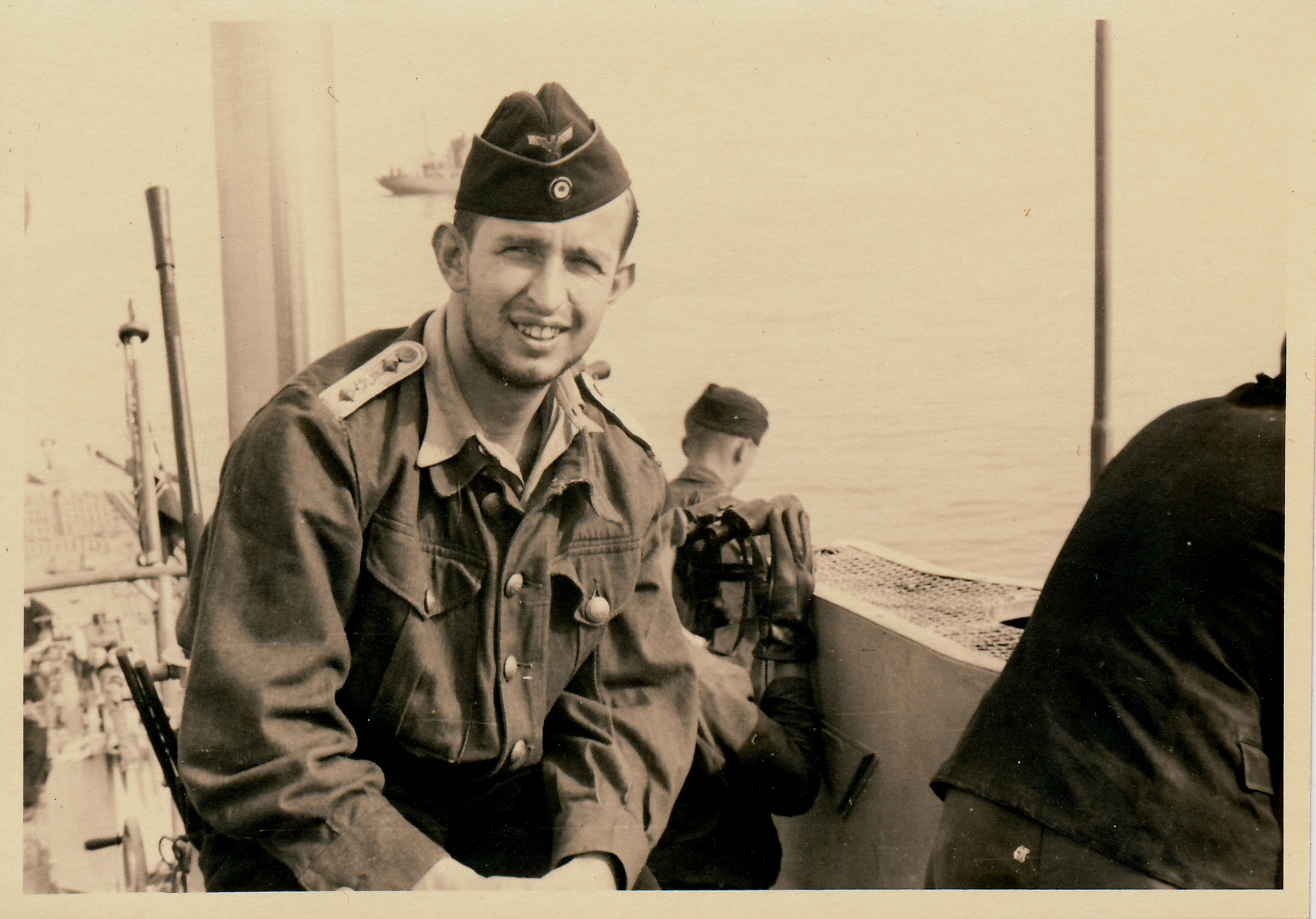
略帽を被るU-129付き軍医大尉アルミン・ヴァンデル。士官用略帽の折り返しには縁取り線が付く

## シュタールヘルム
海軍のシュタールヘルムの鷲章デカールの鷲の色は金色になっている。

海軍のシュタールヘルムに貼りつけるデカール。鷲章は左、国家色は右[4]
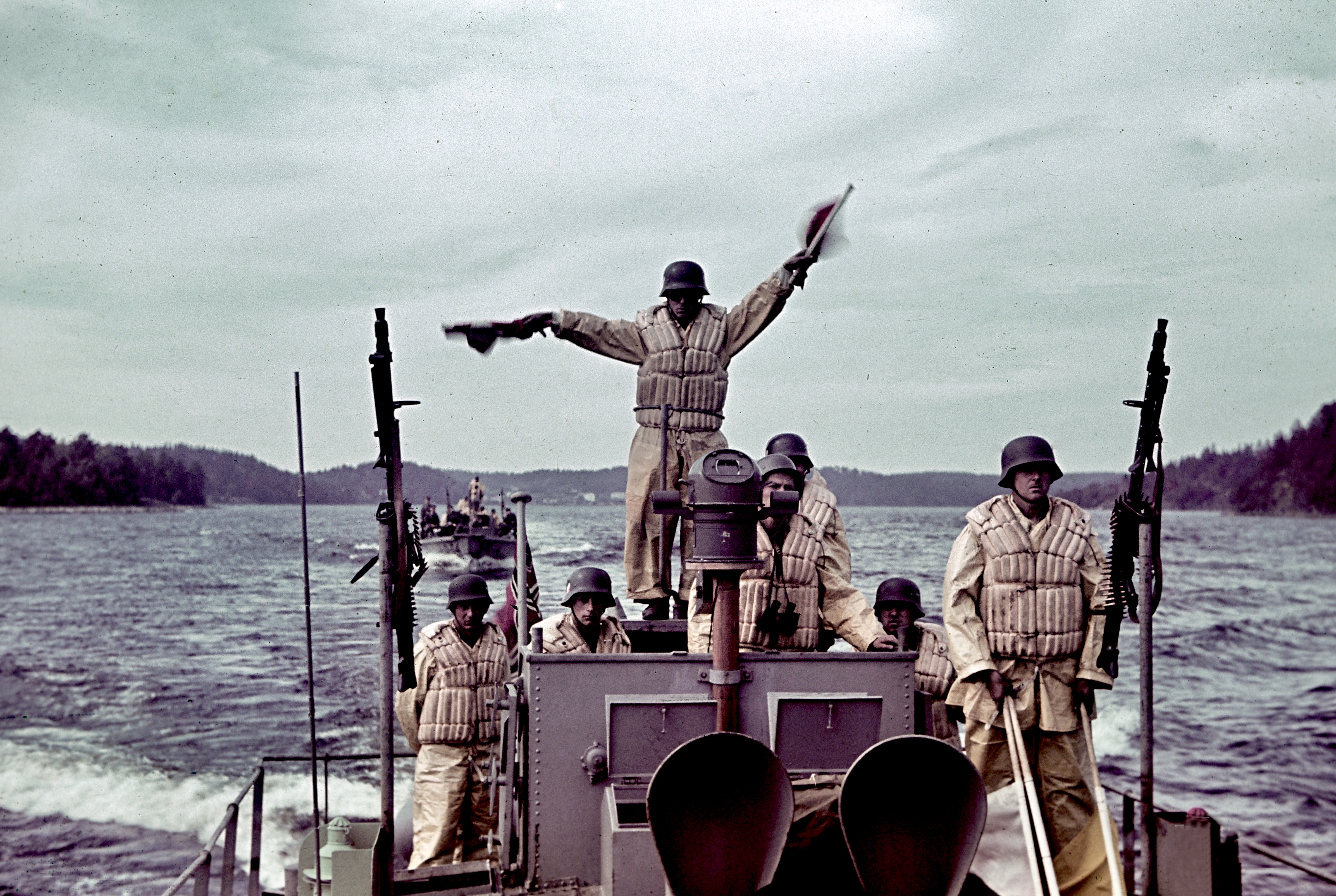
シュタールヘルムを被る海軍兵士たち
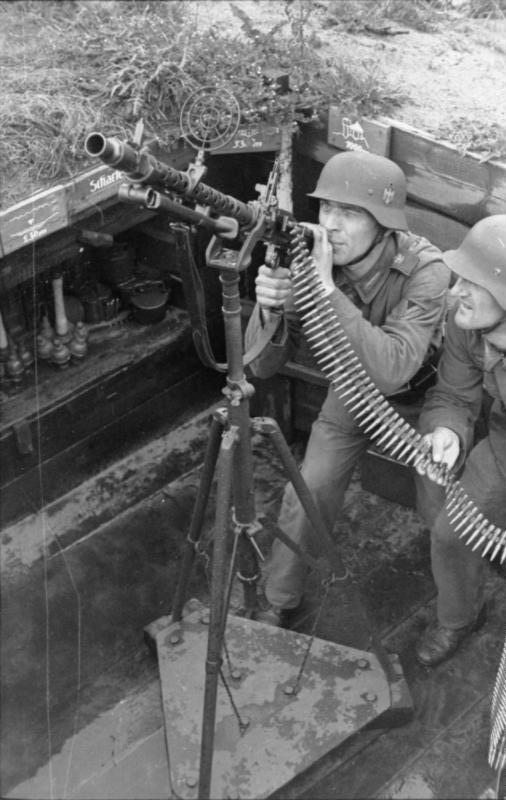
海軍の機関銃手

## 徽章類

### 国家鷲章
海軍の国家鷲章は紺の下地に金色で刺繍されている。軍帽のクラウン部分や右胸に付ける。

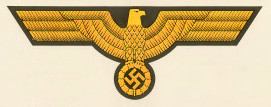
海軍鷲章
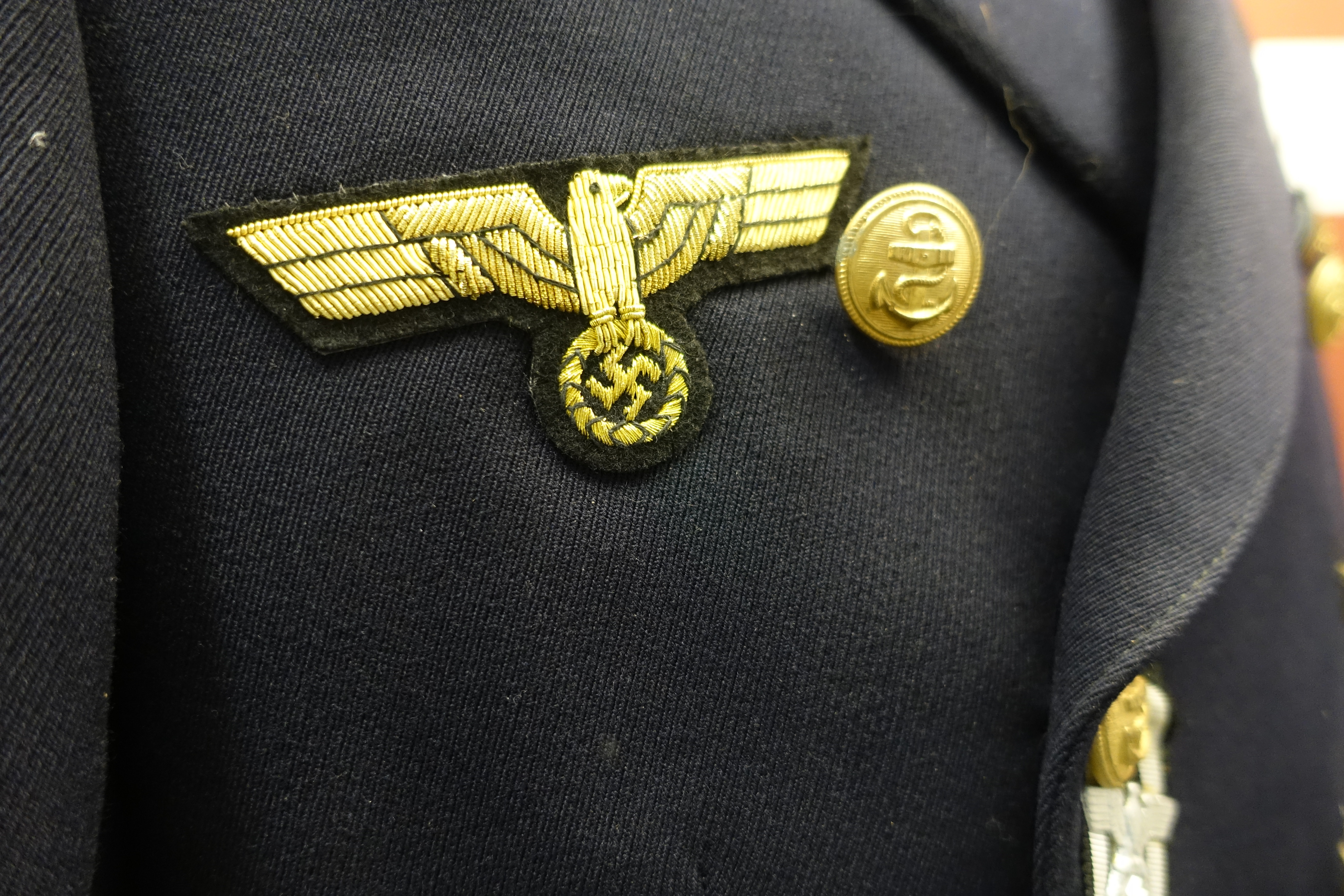
将校勤務服の右胸鷲章

### 階級章

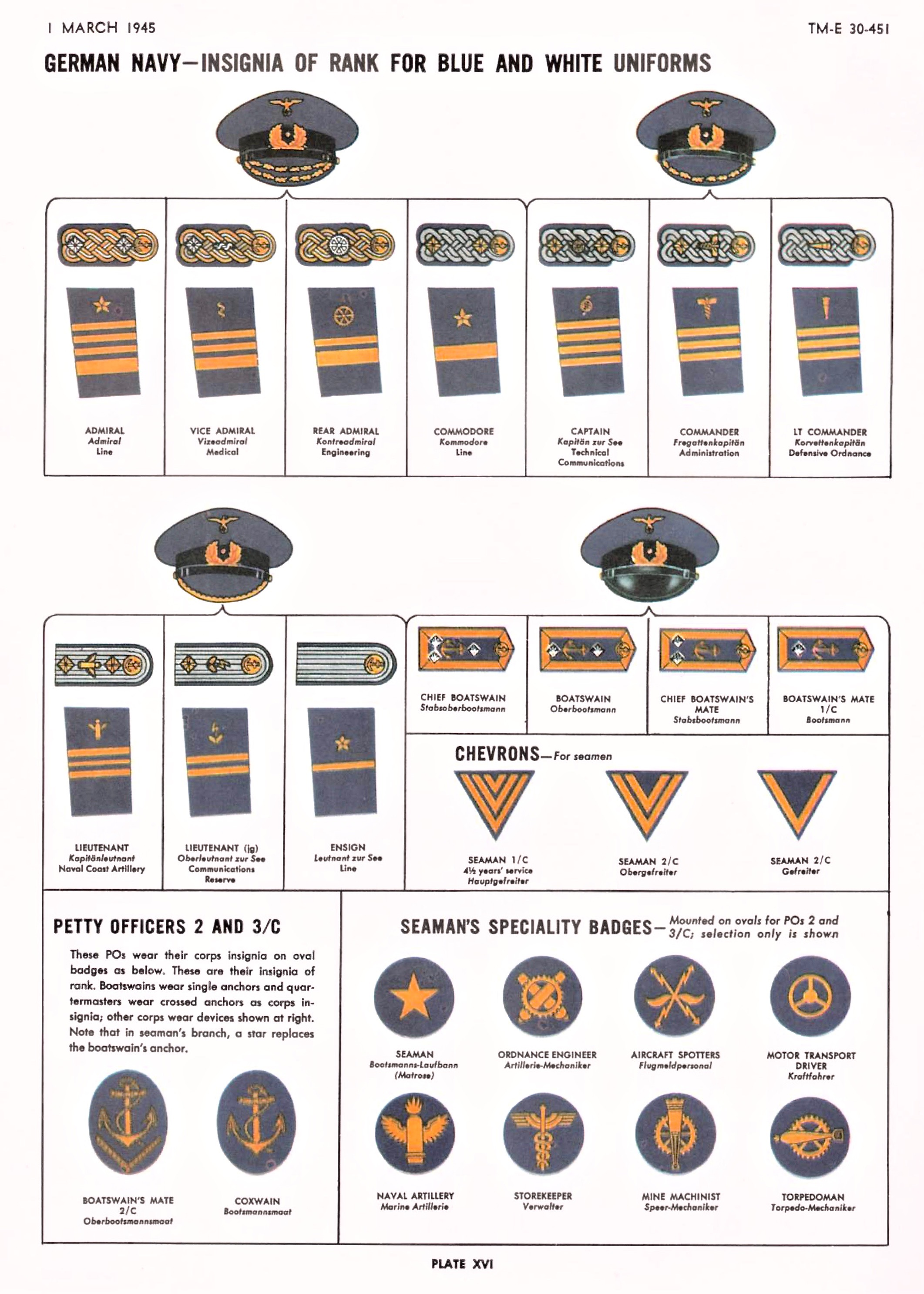
階級章（肩章・袖章）

### 勲章

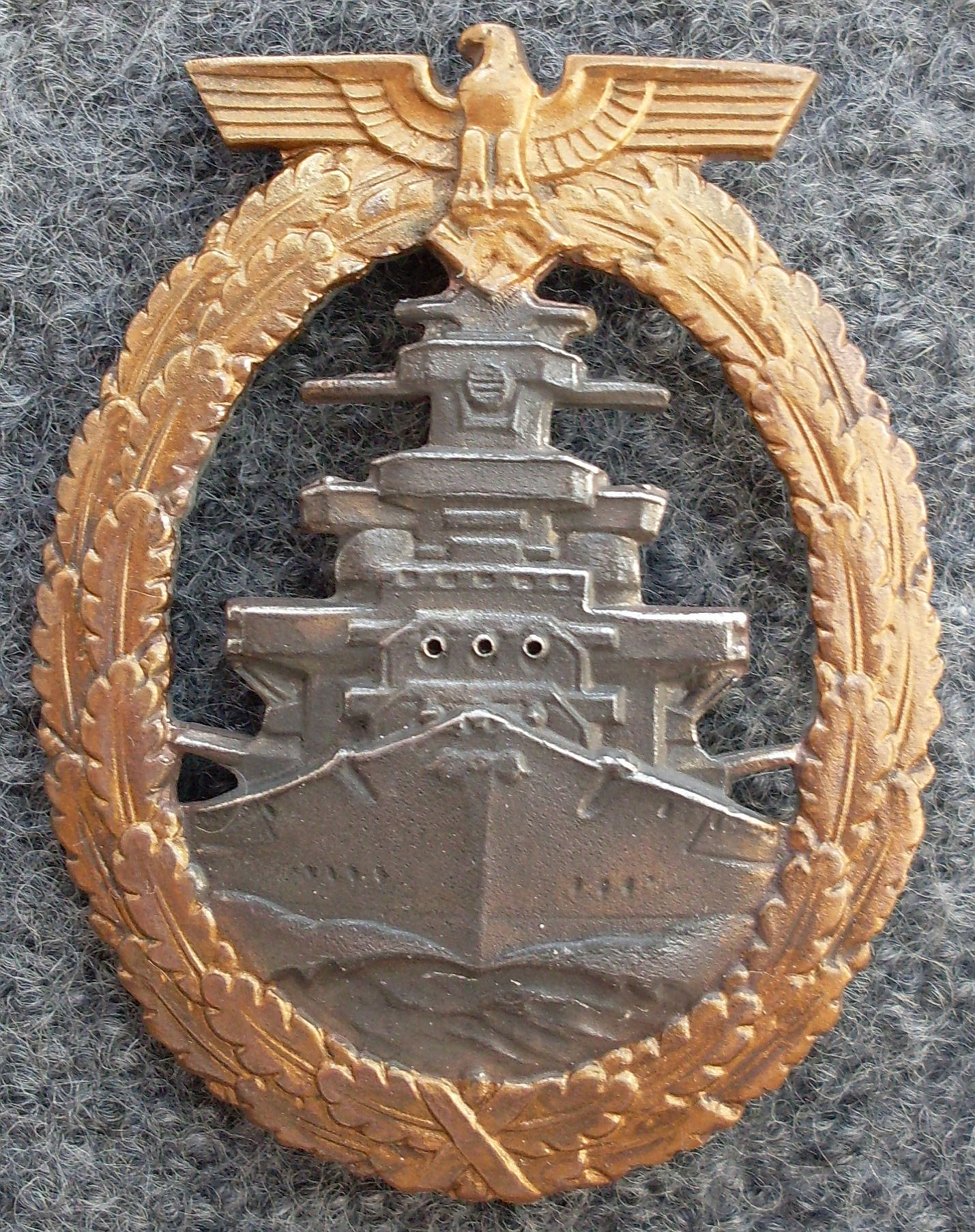
艦隊戦闘章
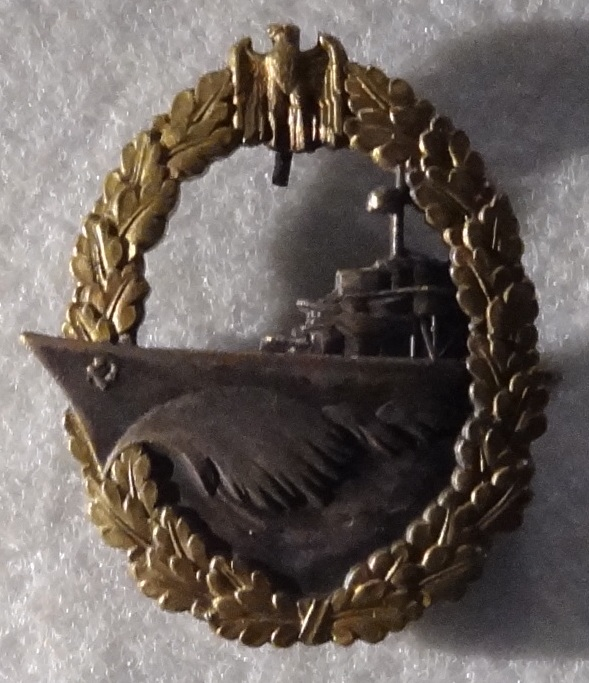
駆逐艦戦闘章
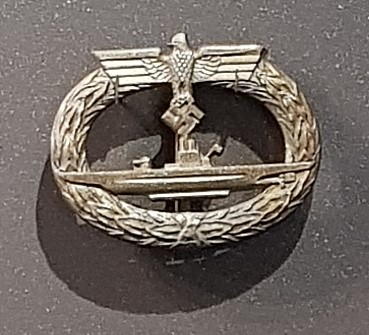
Uボート戦闘章
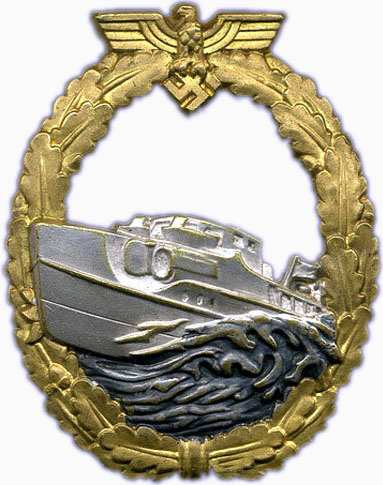
高速魚雷艇戦闘章
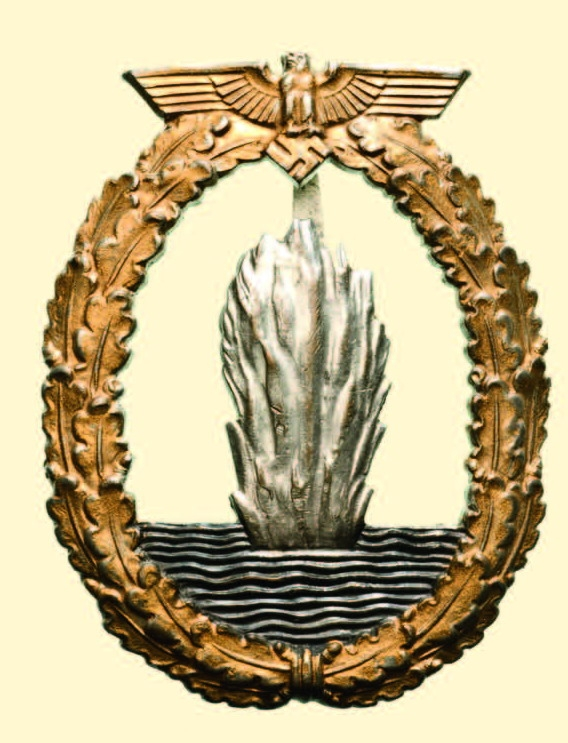
掃海艇・駆潜艇・護衛艦船戦闘章
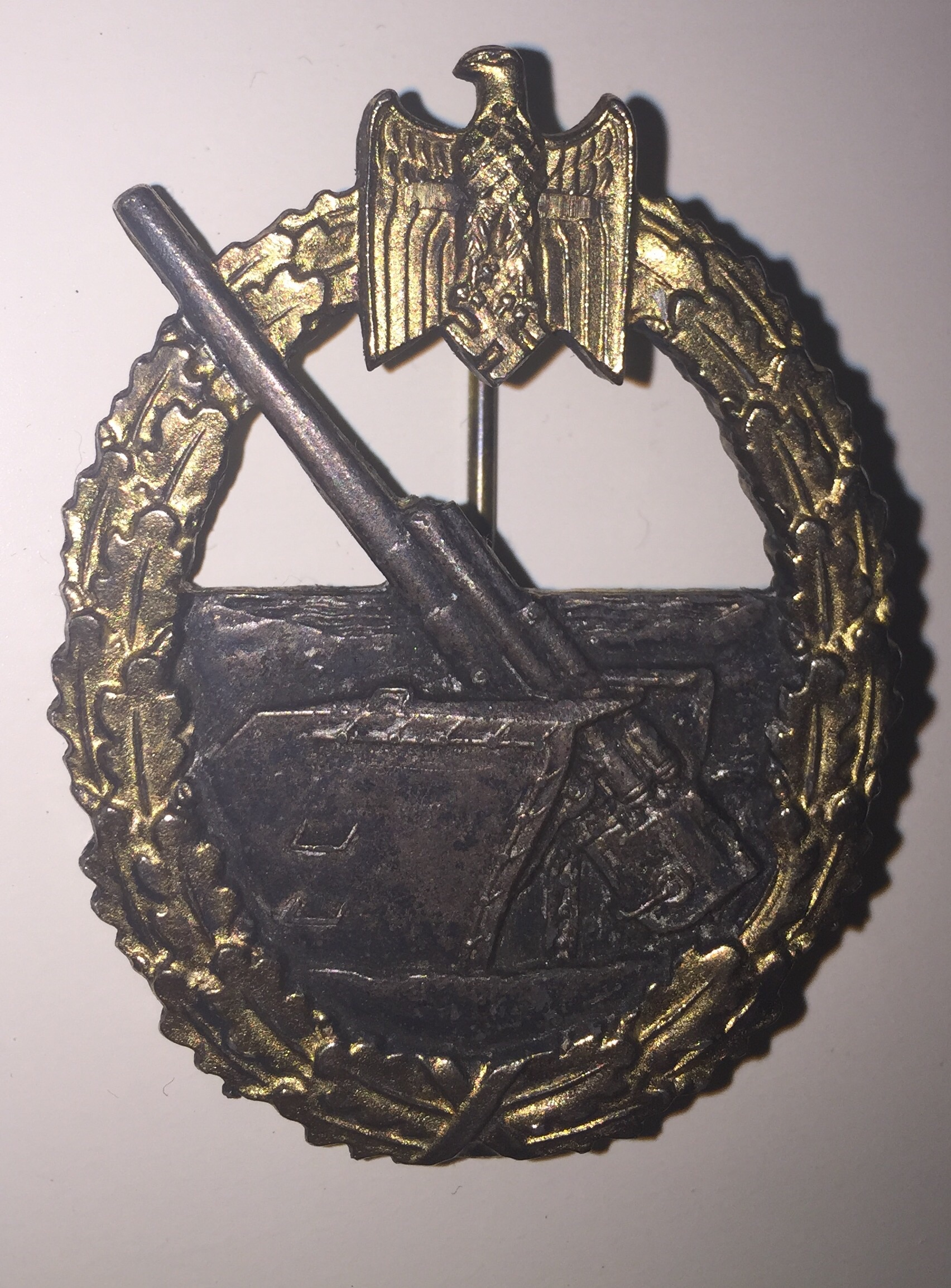
沿岸砲兵章
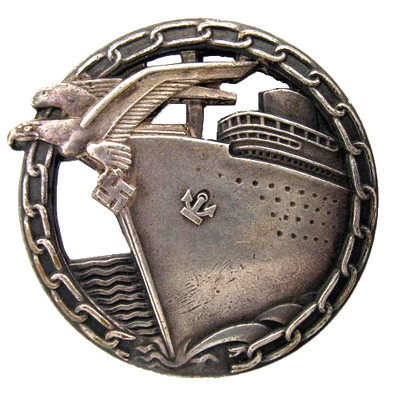
封鎖線突破章